# ヒョンビン
ヒョンビン（朝: 현빈、英: Hyun Bin、中: 炫彬、1982年9月25日 - ）は、韓国の俳優。ソウル特別市生まれ。本名はキム・テピョン（朝: 김 태평）。本貫は光山金氏。所属事務所は2016年初よりVASTエンターテイメント。
趣味は、水泳、バスケットボール、ゴルフ。特技は、スノーボード、写真。中央大学校演劇映画科大学院修士課程在学中（2009年3月ー）。

## 来歴

### デビュー前
- 韓国ソウルで二人兄弟の次男として生まれる。二歳上の兄はROTC出身[5]。
- 6歳の頃から10年間水泳を続けた[6]。幼少期はスイミングスクールに行くのが嫌で、代わりにサッカーで髪を濡らして帰宅すると母にばれて頭をぶたれたり、スクール行きのバスと逆走したり、レッスン中に指を喉に突っ込み吐いて体調不良のふりをしたこともあったという。当時は遊びたい年頃で厳しいトレーニングを嫌っていたが、今振り返ると体格や肺活量を鍛えてくれたため、自分の子供にも習わせたいと思っているという。
- 母親は他にもピアノと書道を習わせた。ピアノはツェルニー50番まで弾け、かつては採譜したとおりに演奏することが出来たという。「母は集中できる時間をたくさん作ってくれた」と後に振り返っている。ドラマ『ノンストップ4』第136話（2004年4月放送)[7]では、ジョン・スンウォンの『約束(약속)』の弾き語りを、ドラマ『私の名前はキム・サムスン』第4話では"虹の彼方に"(映画『オズの魔法使い』より)の生演奏を披露[8]。2009年9月25日、パシフィコ横浜で開催されたファンミーティングでピアノの生演奏を行い、約1か月毎日練習して暗譜したスティーブ・バラカットの"No Regrets"やエロル・ガーナーの"Misty"等を披露した[9][10]。
- 新川小学校、蠶新中学校卒業。中学生までは警察大学に進学し刑事になることを夢見ていた。また、もし俳優になっていなかったら、大韓民国国軍の第707特殊任務大隊に入ってみたかったとも明かしている。
- 男子校の永東高校在学中、先輩に勧められ演劇部の「劇団끼」[11]（俳優オ・マンソク等も出身）に入部。最初の舞台は『私たちの歪んだ英雄（韓：우리들의 일그러진 영웅、英：Our Twisted Hero）』だった。ソウル芸術大学や東国大学校が主催する芸術祭にも参加した。役者だけではなく、脚本を担当した経験もある。演劇舞台というよりも学芸会のようなものだったというが、議論を重ねて一つの目標を立ててそれを達成していくプロセスやカーテンコールの際の拍手など全てが楽しく感じ、ある時から演劇を専門的に勉強したいと考えるようになった。
- 高校1年生の頃女性役に挑戦したことがあり、ストッキングも穿いた。デビュー後、ドラマ『シークレット・ガーデン』で女性と魂が入れ替わった役を演じた際には、当時のことを「とても大変だった」「演じれば演じるほど難しくなった」と振り返っている。
- 俳優を志すようになるが、高校教師の父に猛反対される。親族に判事・刑事などが多いこともあり、父は息子を警察大学に進学させることを理想にしていた[12]。下着一枚にさせられバットで膝を叩かれたことや、演劇部を辞めるよう言われたこともあったという。だがヒョンビンが意志を曲げなかったため、父に条件として名門の中央大学校演劇映画学部演劇科への進学を提示され、猛勉強の末一般入試で合格した。
- 大学入学後の2001年、大学でウィリアム・シェイクスピアやウジェーヌ・イヨネスコの演劇を経験した[13]。2001年、ソーントン・ワイルダーによる戯曲『わが町』公演。
- また、団員を1年間で1名のみ選抜するサークル「劇場家族」のメンバーとして活動。照明、劇場管理、セッティングなど全てを担当した[13]。
- 大学の学校情報誌「ここは中央」の表紙を飾ったこともある。（第17号（2001年秋冬）、第24号（2005年夏号）等）[14]

### スターダムの始まり、第一次ヒョンビンブーム（2003ー2007）
- 2001年頃、映画『シャワー』のオーディションに合格し、大学を休学して撮影に参加。しかし、撮影途中で予算の問題で制作中止。先輩・友人には事情を知られており、このまま復学するのは恥ずかしいと感じ、次の作品に向けた準備を進めた。2003年にKBSのテレビドラマ『ボディガード』でストーカー役でデビュー[1]。その後、映画『まわし蹴り』と『あいつはかっこ良かった』（主演：ソン・スンホン ）のオーディションに同時期に合格し両作の撮影現場に行ったが、『まわし蹴り』への出演を決断。
- MBCの青春シチュエーションコメディドラマ『ノンストップ4 』ではスポット出演するうち徐々に人気を集め、2004年2月12日放送第98話[15]よりレギュラー出演となる。劇中（129話[16]等）やOST曲“Sky High”ではラップを披露した。
- 2004年7月、『まわし蹴り』でテコンドー部員を熱演。
- 2004年、MBCのテレビドラマ『アイルランド』で演技力と存在感で注目を集め、同年、MBC演技大賞で「男新人賞」を受賞。MBCと56回分の契約をした。
- 2005年、財閥二世のレストラン社長役を演じたMBCのテレビドラマ『私の名前はキム・サムスン』が、最高視聴率約50%の大ヒットを記録。ドラマ中の水泳とシャワーシーンのために数ヶ月間、水泳とウェイトトレーニングで体を作り、ピアノ演奏シーンのために家にピアノを置いて練習して役作りに励んだ[17][18]。同年、MBC演技大賞で「男性最優秀演技賞」を受賞。一躍、韓流トップスターとなり、日本でも知名度と人気を高めた。
- その後も2006年の映画『百万長者の初恋』、2006-2007年のKBSドラマ『雪の女王』の主演で活躍を広げる。
- 2006年末、新人時代より所属した「ボラン映画社」から、先輩チャン・ドンゴンがホン代表と2005年に設立した芸能事務所「スターM・エンターテイメント」に移籍。

### 新たな挑戦、第二次ヒョンビンブーム（2008ー2011）
- 『私の名前はキム・サムスン』での御曹司の好演以来、ラブ・コメディのオファーが相次いだが、既に演じた役ではなく他の役に挑戦することで「ヒョンビンという俳優が与えることができるイメージを変えなくてはと決心した」と語っており（2011/02/14 CINE21 Webインタビューより[19]）、多様なキャラクターへの挑戦を始める。
- 俳優に過酷なことで有名なユン・ジョンチャン監督の映画『私は幸せです』で精神科で療養する青年マンス役を熱演。体重が4kg落ちるほど苦心して役作りしたこのキャラクターを[20]、約10年後に最も印象に残っている役として挙げている[21]。本作は第13回釜山国際映画祭（2008年10月16日）の閉幕作に選ばれ上映された。韓国内の公開は翌年2009年11月であった。
- 2008年10月よりKBSのテレビドラマ『彼らが生きる世界』で1年9か月ぶりにテレビに復帰。
- 2008年下期に所属事務所が吸収合併される中、チャン・ドンゴンが新設した「AMエンターテイメイント」に移籍。
- 2009年、映画『友へ チング』（2001年）をリメイクしたMBCのテレビドラマ『チング 〜愛と友情の絆〜』に出演。映画版ではチャン・ドンゴンが演じたハン・ドンス役としての出演で、周囲からは興行的に成功した映画版と比較されるためオファーを断るよう言われたが、映画館で当作を鑑賞した際、いつか俳優になってこの作品に出演してみたいと強く思った[22]ことから、自分を心配してくれる人々に申し訳ないと思いながらも助言は聞き入れず、二つ返事で出演を決断した。決断時に同席していたチャン・ドンゴンもオファーを受けるように言ったという。
- 『私の名前はキム・サムスン』以来、大ヒット作がなく思い悩んでおり 「これまで私がしたかったことだけしていたのではないか、ファン方が願うことをせずということだ」「私が満足する作品をすべきか、そうではなくファン方に満足を与えることができる作品をすべきか、このような原論的な苦悶に突入したのだ」、と語っている。そして「同じ（御曹司）という役割でも俳優として様々な経験を積んできた分、違う面が見せられるのではないか。『私の名前はキム・サンスン』以来、幸せなキャラクターを見せられておらず、明るいキャラクターをファンにお見せしたいと思い、ドラマ『シークレット・ガーデン』への出演を決断した」と述べている（2011/02/14 CINE21 Webインタビューより[19]）
- 2010年11月より前述したSBSのテレビドラマ『シークレット・ガーデン』に主演し、財閥御曹司のデパート社長を好演。最高視聴率35%を記録するメガヒット作となる。この作品で第47回百想芸術大賞「TV部門大賞」を初受賞した。また、彼が歌った当ドラマのOST曲『その男』は2011年1月7日0時から公開1時間で主要なオンライン音楽チャートのトップを独占する大ヒットとなった。
- 2010年11月下旬より、MBC創立49周年特集ドキュメンタリー『アフリカの涙』（全5部作）のナレーションを務める[23]。2部「サハラの黙示録」の録音時は体調不良の中、「点滴を打って録音に臨んで製作スタッフを感動させた」「その前日『シークレット・ガーデン』で水に飛び込むシーンを撮り、風邪をひどく患っていた。ナレーション中5分おきに鼻をかむほどだった」「体調が悪い中、我々のスケジュールに合わせようと努力した」と制作陣が明かした[24]。
- 年明け2011年初には映画『レイトオータム』、映画『愛してる、愛していない』が韓国で相次いで開封。いずれも2月10日開幕の第61回ベルリン国際映画祭（英語版）に出品された。
- 人気絶頂の中、入隊の準備を進めた。入隊前には「20代は"俳優ヒョンビン"として生きたが、"人間ヒョンビン"としては生きなかった」「私個人のことに対しては無関心だった」「これから2年の間はだから徹底して自分自身を考えることができる時間が来たのだ」と語った。（2011/02/14 CINE21 Webインタビューより[19]）

### 海兵隊時代（2011ー2013）
- 2010年12月24日、『シークレット・ガーデン』の撮影期間中に訓練が最も厳しいとされる海兵隊の入隊面接を受験。2011年1月19日、兵務庁が合格を明らかにした。（体力テストで30点満点中の29点を獲得。全志願者のうち5位に入る好成績であった[25]）
- 2011年3月7日、慶尚北道・浦項市の大韓民国海軍海兵隊教育訓練団（1137期）に志願入隊。国内外約2,500名のファン･報道陣が駆け付けた入所の様子は韓国のケーブルテレビが生中継し人々の多くの関心を集めた。人々に涙ぐみながら挨拶し、跪いて[26]韓国で最も正式で丁寧なお辞儀とされるクンヂョル（큰절）を行った。
- 2011年4月8日、射撃評価の結果「特定射手」に分類された。（昼間射撃20発中18発以上、夜間射撃は10発中9発以上の命中が条件。ヒョンビンの実績は昼間20発中19発、夜間は10発中10発であった）[27]
- 2011年4月21日、海兵隊司令部により西海再前方で北方限界線付近の白翎島6師団へ一般歩兵戦闘兵として配置されることが発表された[28]。（4月初旬には募兵広報兵として任命されたが、本人の一般戦闘兵としての勤務希望を尊重するべきだという国民の声を受けたこともあり、司令部が方針変更をすることとなった）[29]
- 2011年4月22日、新兵訓練修了。4泊5日の休暇を消化した後、白翎島6師団へ配置。
- 2011年4月30日、KBS「ドキュメンタリー3日」で海兵隊教育訓練団1137期の海兵隊訓練（5週間）生活の様子を72時間にわたって収録した映像が公開された[30]。
- 2011年9月25日、第3回ソウル修復記念マラソン大会（海兵隊主催）に模範将兵として出場し、ソウル市汝矣島の漢江市民公園から出発しハーフコース6.25kmを完走した。
- 2011年9月30日、ソウル汝矣島のKBSホールで開催された第22回海兵隊軍楽隊定期演奏会（海兵隊司令部主催の軍楽会）で司会者を務めた。
- 2011年10月5日-7日、国防広報特使として、インドネシアへ派遣。訪問初日は、インドネシア国軍創設記念日（10/5）の行事を参観、二日目は、インドネシア海兵部隊を訪問した。（インドネシアでも『シークレット・ガーデン』等で高い人気を誇っていることからインドネシア政府から要請。国防部に於いては、広報兵ではなく一般戦闘兵として勤務中のヒョンビンを派遣することについて長い間協議がされていたが、9月末に派遣が決定された。）[31]
- 2012年11月4日、第23回海兵隊軍楽隊定期演奏会（同上）で二年連続の司会者を務めた。
- 2012年12月6日、満期除隊。21カ月の服務であった。京畿道華城市の海兵隊司令部で行われた除隊式には、零下11度の極寒の中、約1000名のファン、国内外約200名の報道陣が駆け付けた[32]。模範的な軍務が認められ、国防部長官表彰と海兵隊司令官表彰を受けた。午前10時、集まったファン･報道陣に、「入隊後もずっと応援しエネルギーを送ってくださったおかげで、こうして私が無事に健康で戻って来られたのだと思います。あらためて心から感謝いたします」と感謝の気持ちを伝えた。また、「とても演技がしたかった」と語ると言葉を続けられず落涙。背を向けて感情を落ち着かせ、「ずっと願っていた俳優の仕事を通して兵役で得たエネルギーをお見せしていきたいと思います」と再開する俳優業への強い意欲を見せた[33][34]。
- 除隊から8年間は予備軍訓練（1年に半日から3日程度、数回の再訓練を受ける）の義務があり、2013年5月下旬、映画『王の涙－イ・サンの決断－』でのスクリーン復帰準備中[35] 、2014年10月6日仁川2014年アジア競技大会 広報大使の任務を終えた後、2016年10月13日、映画『スウィンダラーズ 』の撮影期間中などにソウルの予備軍場で訓練を受ける姿が目撃され、人々の関心を集めた[36]。

### 除隊後、俳優業への復帰（2013ー2015）

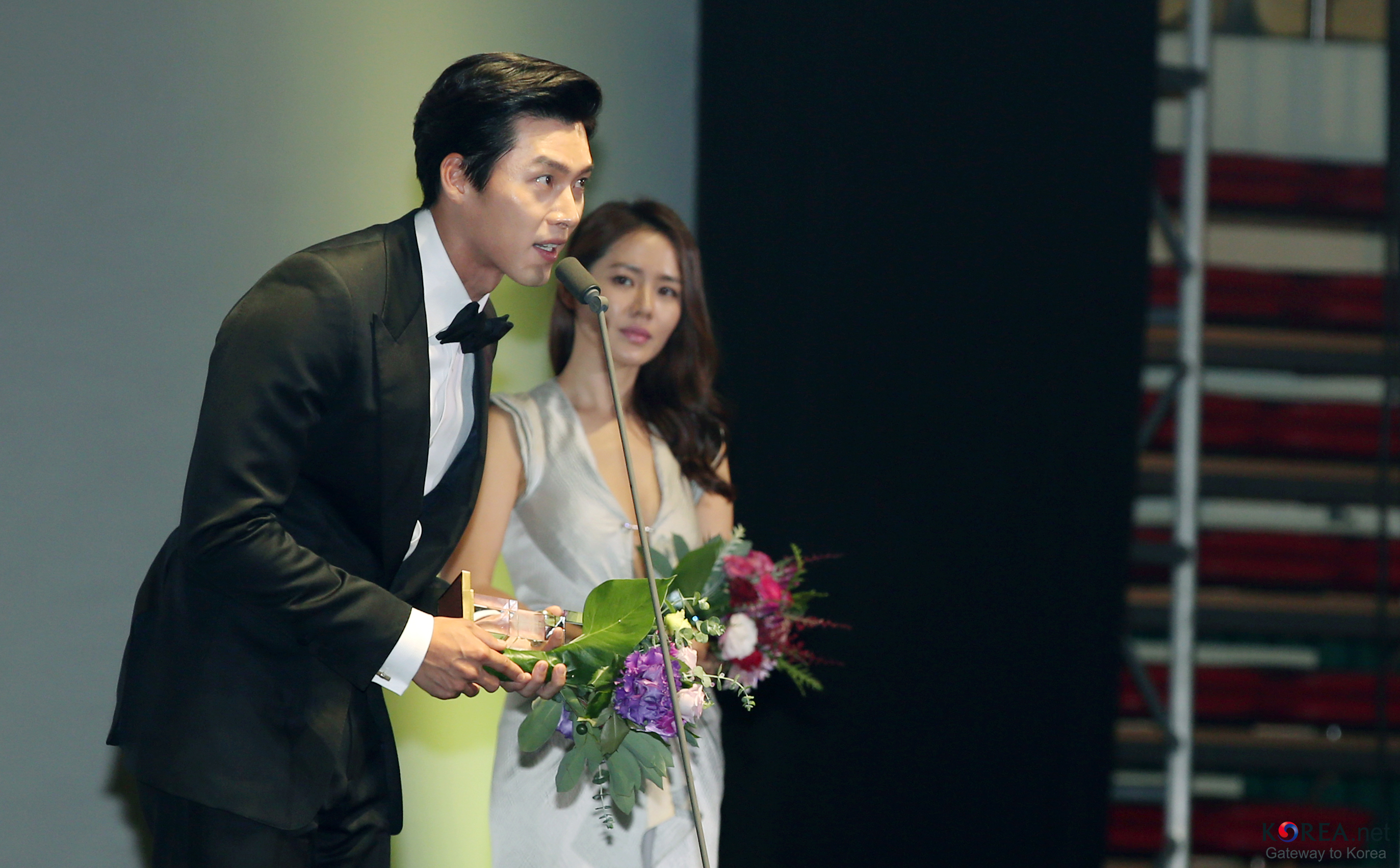
2014年、富川国際ファンタスティック映画祭のヒョンビンとソン・イェジン

- 2012年下期にAMエンターテイメイントとの専属契約期間が終了し、同事務所が吸収合併される中、同社メンバーのキム・オクヒョン理事が新設した「O&エンターテイメント」に所属を決定[37]。
- 2013年初より、ロッテ七星飲料のコーヒー飲料「Cantata」、起亜自動車の新型乗用車「キア・K5」、CJ第一製糖の健康食品「Freshian」、サムスン物産の男性スーツ「ROGATIS」といった企業広告で徐々に芸能活動を再開する。
- 2013年3月9日から5月6日にかけて、台湾、バンコク、香港、シンガポール、上海、広州を巡るアジアファンミーティングツアーを開催し、約2万人のファンに復帰後の姿を見せた[38]。
- 2013年5月9日、第49回『百想芸術大賞』のプレゼンターを努め、除隊後初めて公の場に姿を見せた[39][40]。
- 2013年10月29日、「第50回貯蓄の日の記念式」で政府褒賞者として大統領表彰を受賞。17年間で35億ウォン(約3億2172万円)を貯蓄[41]。（ソウル世宗文化会館世宗ホール）
- 2014年4月17日、映画『王の涙 -イ・サンの決断-』でファン待望のスクリーン復帰を果たす。デビュー以来初の時代劇で、李氏朝鮮22代君主正祖に扮した。武術シーンに備え、およそ3か月、アクションスクールに通って乗馬の訓練を行った[42]。
- 2014年7月、9月より仁川で開催される2014年アジア競技大会の広報大使に任命された[43]。
- 2014年7月17日、第18回富川国際ファンタスティック映画祭にてプロデューサー・チョイス賞を受賞した[44]。
- 2015年1月よりSBSのテレビドラマ『ジキルとハイドに恋した私』で4年ぶりのTVドラマ復帰を果たす。新人の頃より、映画『真実の行方』でエドワード・ノートンが演じた多重人格者を挑戦してみたい役柄として公言しており[42]、出演を決断した[45]。
- 2015年6月6日、第60回顕忠日記念式で追悼献詩『オクト』を朗読[46][47]。

### 新事務所での順調なキャリア（2016ー2018）
- 2015年12月18日、永東高校演劇部の先輩であるガン・ゴンテク（강건택）[48] 代表と個人事務所「VASTエンターテイメント」を設立。
- 2016年9月1日、『光州ビエンナーレ』の広報大使として開幕式に参加。
- 2016年10月、モデルを勤めるサムスン物産の「ROGATIS」のスマートスーツボウリング大会イベントの決勝にゲスト出演[49][50]。
- 2017年1月に公開した映画『コンフィデンシャル/共助』では北朝鮮の刑事役を好演。781万人の動員を記録。第21回ファンタジア国際映画祭で最高アクション映画賞を受賞。
- 2017年9月に公開した映画『スウィンダラーズ』では詐欺師役を好演。400万人超の動員を記録。
- 2018年2月24日、イタリア・ミラノで開催された『2018 F/Wファッション・ウィーク』のフェラガモ・コレクションに参加。
- 2018年9月には映画『ザ・ネゴシエーション』で初の悪役で人質事件の犯人を演じ、ソン・イェジンと初共演。翌月10月にはチャン・ドンゴンと共演した時代劇映画『王宮の夜鬼』も公開され、フィリピンやベトナムで興行収入1位を記録。
- 作品の選択については、「商業的・娯楽的な映画が持つ意味を明確に肯定的に捉えるようになった。観客が2時間の間、何の心配も抱えず、ストレスを解消したり慰労を与えることができるよう支援すること、そのことが私の職業の明確で重要な部分の一つだと考えるようになった」と述べている。（2018/10/16 CINE21インタビューより[51]）
- 2018年12月よりtvNドラマ『アルハンブラ宮殿の思い出』で3年ぶりにドラマに復帰。ARゲームという現代的題材を扱ったアクション・ロマンスに挑戦した。

### 第三次ヒョンビンブーム（2019ー）

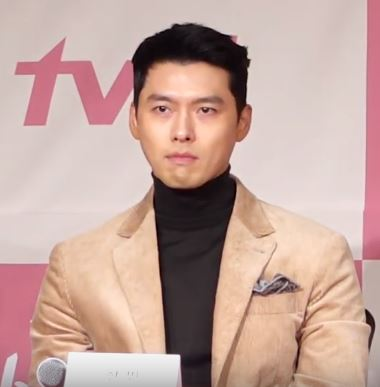
2019年、『愛の不時着』制作記者発表

- 2019年9月頃、所属事務所のVASTエンターテイメントが「KakaoM」の100%子会社となった[52]。
- 2019年下期のtvNドラマ『愛の不時着』で北朝鮮の軍人役を演じ、tvNの最高視聴率21.7%を記録。ドラマ『私の名前はキム・サムスン』『シークレット・ガーデン』に続く大興行となった。
- 当ドラマはNetflixを通じて世界全190か国に配信され、新型コロナウイルスの流行に伴うインドア率の強まりもあって、日本を始めとするアジアだけでなく、南北アメリカ、ヨーロッパでも「ワシントン・ポスト」（2020/4『今観るべき海外ドラマ[53]』として）やフォーブス[54]と言った大手メディアが紹介するなど大ヒットとなり、世界的なヒョンビンブームが巻き起こった。
- 2020年9月には次回作、映画『交渉』の撮影を終えて撮影地のヨルダンより無事帰国。帰国後は、新型コロナウイルス流行のため2週間の自主隔離期間を過ごした。

- 2020年11月18日、スイス高級時計ブランドであるオメガのグローバルアンバサダーに韓国人で初めて任命された[55][56]。
- 2021年1月23日、ソウル慶煕大学平和の殿堂で開催された第8回 2020 APAN AWARDS（アジア太平洋スターアウォーズ）でドラマ『愛の不時着』が大賞を受賞。挨拶で共演したソン・イェジンに感謝の気持ちを述べた[57]。
- 2021年2月、続編の制作が決定した映画『コンフィデンシャル:国際共助捜査』がクラインクイン[58]。
- 2021年2月よりスポーツウェアブランド『アンダーアーマー』の広告塔を務める[59]。
- 2021年2月よりフィリピンの移動通信業者Smart Communicationsのコマーシャルフィルムにドラマ『愛の不時着』で相手役を務め恋人でもあるソン・イェジンと共同出演[60]。

## 映像作品

### 映画
| 年   | タイトル                        | 原題                               | 役名               | 役名（韓） | 監督                 | 韓国全国興行成績 (韓国映画振興協会、2020/11/1時点データ) | 韓国全国興行成績 (韓国映画振興協会、2020/11/1時点データ) | 韓国全国興行成績 (韓国映画振興協会、2020/11/1時点データ) | 韓国全国興行成績 (韓国映画振興協会、2020/11/1時点データ) |
| 年   | タイトル                        | 原題                               | 役名               | 役名（韓） | 監督                 | 累積観客数                                               | 統計発生日                                               | 統計終了日                                               | ｽｸﾘｰﾝ数                                                  |
| ---- | ------------------------------- | ---------------------------------- | ------------------ | ---------- | -------------------- | -------------------------------------------------------- | -------------------------------------------------------- | -------------------------------------------------------- | -------------------------------------------------------- |
| 2002 | シャワー（制作中断）            | 샤워                               | ホンギュ           | 홍규       | -                    | -                                                        | -                                                        | -                                                        | -                                                        |
| 2004 | まわし蹴り                      | 돌려차기                           | イ・ミンギュ       | 이민규     | ナム・サングク       | 69,000                                                   | 2004/7/20                                                | 2005/1/13                                                | 53                                                       |
| 2005 | ふたつの恋と砂時計              | 키다리 아저씨 （あしながおじさん） | ヒョンジュン       | 형준       | コン・ジョンシク     | 528,817                                                  | 2004/12/30                                               | 2005/3/14                                                | 121                                                      |
| 2006 | 百万長者の初恋                  | 백만장자의 첫사랑                  | カン・ジェギョン   | 강재경     | キム・テギュン       | 639,596                                                  | 2006/2/1                                                 | 2006/5/17                                                | 208                                                      |
| 2009 | 私は幸せです                    | 나는 행복합니다                    | チョ・マンス       | 조만수     | ユン・ジョンチャン   | 7,505                                                    | 2009/10/30                                               | 2012/7/24                                                | 54                                                       |
| 2010 | レイトオータム                  | 만추                               | フン               | 훈         | キム・テヨン         | 844,103                                                  | 2011/2/10                                                | 2019/10/4                                                | 444                                                      |
| 2011 | 愛してる、愛してない            | 사랑한다, 사랑하지 않는다          | ファン・ジソク     | 황지석     | イ・ユンギ           | 66,233                                                   | 2011/2/14                                                | 2011/12/1                                                | 80                                                       |
| 2014 | 王の涙 -イ・サンの決断-         | 역린（逆鱗）                       | チョンジョ         | 정조       | イ・ジェギュ         | 3,849,433                                                | 2014/4/17                                                | 2018/12/1                                                | 1,054                                                    |
| 2017 | コンフィデンシャル/共助         | 공조                               | イム・チョルリョン | 림철령     | キム・ソンフン       | 7,817,446                                                | 2017/1/5                                                 | 2018/10/28                                               | 1,392                                                    |
| 2017 | スウィンダラーズ                | 꾼                                 | ファン・ジソン     | 황지성     | チャン・チャンウォン | 4,018,341                                                | 2017/11/3                                                | 2018/5/6                                                 | 1,314                                                    |
| 2018 | ザ・ネゴシエーション            | 협상                               | ミン・テグ         | 민태구     | イ・ジョンソク       | 1,967,721                                                | 2018/9/4                                                 | 2018/11/4                                                | 919                                                      |
| 2018 | 王宮の夜鬼                      | 창궐（猖獗）                       | イ・チョン         | 이청       | キム・ソンフン       | 1,599,290                                                | 2018/10/10                                               | 2020/3/28                                                | 1,351                                                    |
| 2022 | コンフィデンシャル:国際共助捜査 | 공조2:인터네셔날                   | イム・チョルリョン | 림철령     | イ・ソクフン         | 未公開                                                   | 未公開                                                   | 未公開                                                   | 未公開                                                   |
| 2023 | 極限境界線-救出までの18日間-    | 교섭                               | パク・デシク       | 한대식     | イム・スンレ         | 未公開                                                   | 未公開                                                   | 未公開                                                   | 未公開                                                   |
| 2024 | ハルビン                        | 하얼빈                             | アン・ジュングン   | 안중근     | ウ・ミンホ           | 未公開                                                   | 未公開                                                   | 未公開                                                   | 未公開                                                   |

### テレビドラマ
| 年        | タイトル                                     | 局             | 原題                 | 役名                          | 役名（韓）     | 話数 | 韓国全国 最高視聴率 （Nielsen Korea調べ） |
| --------- | -------------------------------------------- | -------------- | -------------------- | ----------------------------- | -------------- | --- | ----------------------------------------- |
| 2003      | ボディガード                                 | KBS（地上波）  | 보디가드             | （ストーカー）                | （스토커）     | 5話, 6話, 7話 |                                           |
| 2003      | ノンストップ4                                | MBC（地上波）  | 논스톱 4             | 本人役                        | 현빈           | 98話から固定出演 《MBC公式映像》 129話③④（2014/3/31） ※ラップ披露回 136話②③(2014/4/12) ※ピアノ弾語り披露回 148話（2004/4/30） 232話（2004/9/20） 等々 |                                           |
| 2004      | アイルランド                                 | MBC（地上波）  | 아일랜드             | カン・グク                    | 강국           | 16 |                                           |
| 2005      | 私の名前はキム・サムスン                     | MBC（地上波）  | 내 이름은 김삼순     | ヒョン・ジノン                | 현진헌         | 16 | 49.1%                                     |
| 2005      | ノンストップ5                                | MBC（地上波）  | 논스톱 5             | 本人役                        | 현빈           | 特出 |                                           |
| 2006 2007 | 雪の女王                                     | KBS（地上波）  | 눈의 여왕            | ハン・テウン （ハン・ドック） | 한태웅(한득구) | 16 | 10.8%                                     |
| 2008      | 彼らが生きる世界                             | KBS（地上波）  | 그들이 사는 세상     | チョン・ジオ                  | 정지오         | 16 |                                           |
| 2009      | チング 〜愛と友情の絆〜                      | MBC（地上波）  | 친구, 우리들의 전설  | ハン・ドンス                  | 한동수         | 20 | 8.9%                                      |
| 2010 2011 | シークレット・ガーデン                       | SBS（地上波）  | 시크릿 가든          | キム・ジュウォン              | 김주원         | 20 | 35.2%                                     |
| 2015      | ジキルとハイドに恋した私 〜Hyed Jekyll. Me〜 | SBS（地上波）  | 하이드 지킬, 나      | ク・ソジン ロビン             | 구서진 / 로빈  | 20 | 8.6%                                      |
| 2018 2019 | アルハンブラ宮殿の思い出                     | tvN（ｹｰﾌﾞﾙTV） | 알함브라 궁전의 추억 | ユ・ジヌ                      | 유진우         | 16 | 10.025%                                   |
| 2019 2020 | 愛の不時着                                   | tvN（ｹｰﾌﾞﾙTV） | 사랑의 불시착        | リ・ジョンヒョク              | 리정혁         | 16 | 21.683% ※歴代tvNドラマ最高を記録          |

### ミュージックビデオ
| 年月       | アーティスト               | 曲名                                         | 備考                                  |
| ---------- | -------------------------- | -------------------------------------------- | ------------------------------------- |
| 2003年     | Herb（허브）               | 내탓이죠（私のせいです）                     |                                       |
| 2003年     | Herb（허브）               | 約束                                         |                                       |
| 2005年る   | キム・ボムス（김범수）     | Memory                                       |                                       |
| 2005年る   | Lemon Tree（레몬트리）     | Hey U                                        |                                       |
| 2006年     | 東方神起                   | One                                          | 映画『百万長者の初恋』OST             |
| 2011年     | パク・ヒョシン（박효신）   | Keep the Tears Away                          | 映画『愛してる、愛してない』OST       |
| 2011年     | ALEX                       | 되돌릴 수 있다면 （If I could turn it back） | 映画『レイト・オータム』OST           |
| 2018年1月  | キム・ドンリュル（김동률） | 返事（답장）                                 |                                       |
| 2018年12月 | Ailee（에일리）            | Is You                                       | ドラマ『アルハンブラ宮殿の思い出』OST |

### ナレーション
| 年   | 放送局 | タイトル | 役割         | 備考                 |
| ---- | ------ | --- | ------------ | -------------------- |
| 2010 | MBC    | 創立40周年特集「アフリカの涙」（予告編①、予告編②） 《아프리카의 눈물》 - プロローグ『熱いリッピングの土地』（2010/12/3） - 第1部『オモ渓谷の赤い風』（2010/12/10） - 第2部『サハラ砂漠の黙示録』（2011/1/7） - 第3部『キリマンジャロの涙』（2011/1/14） - エピローグ『黒い涙の時間307日』（2011/1/21） | ナレーション | 自然ドキュメンタリー |
| 2012 | MBC    | スペシャル 「地球の涙ー北極から南極までー」 《지구의 눈물 - 북극에서 남극까지》 | ナレーション | 自然ドキュメンタリー |

### その他
| 年     | 月  | タイトル                                                                          |        |
| ------ | --- | --------------------------------------------------------------------------------- | ------ |
| 2010年 | 2月 | Mnet『ヒョンビン～Aloha Cafe Dream』全20話 （ハワイでのバリスタ修行）             |        |
| 2011年 | 8月 | 公式映像集『MY WAY』 （ベルリン国際映画祭密着映像等）                             | 予告編 |
| 2012年 | 4月 | デビュー10周年記念コレクションDVD 「HARMONIOUS－HIS MEMORY HIS STORY SINCE 2002」 |        |

## 音楽作品

### 楽曲
| 年   | 曲名                                           | 備考 |
| ---- | ---------------------------------------------- | --- |
| 2004 | “만세고 교가”（万歳校歌）                      | 映画『まわし蹴り』OST |
| 2004 | “Sky High”                                     | ドラマ『ノンストップ4』OST |
| 2004 | “Happy! Happy birthday”                        | ドラマ『ノンストップ4』OST |
| 2004 | “우리가 있잖아” （私たちがいるじゃない）       | ドラマ『ノンストップ4』OST |
| 2010 | "Dream In My Heart"                            | Mnet（韓国エンターテインメント専門衛星チャンネル）制作番組 『ヒョンビンのアロハな休日』OST "Dream In My Heart"のMVはハワイで撮影 |
| 2010 | "처음의 모습으로" （初めて出会った時のように） | Mnet（韓国エンターテインメント専門衛星チャンネル）制作番組 『ヒョンビンのアロハな休日』OST "Dream In My Heart"のMVはハワイで撮影 |
| 2011 | "그 남자"（その男）                            | ドラマ『シークレット・ガーデン』OST Part.5                                                                                       |
| 2011 | "가질 수 없는 너" (僕のものにならない君)       | ドラマ『チング 〜愛と友情の絆〜』OSTリメイク                                                                                     |

- 自身が歌った楽曲については「창피하죠.전 안 들어요.（恥ずかしいですね、私は聴きません）」と語っている。（ KBS WORLD"Entertainment Weekly"2018.09.17放送[71]）
- "그 남자"（その男）、"가질 수 없는 너"（僕のものにならない君）については、日本の第一興商カラオケシリーズDAMでも配信されている[72]。

### CM曲
| 年   | 曲名                  | 備考                                                                                            |
| ---- | --------------------- | ----------------------------------------------------------------------------------------------- |
| 2005 | "Never Say Goodbye"   | CASPI CONUS（衣料ブランド） CM曲                                                                |
| 2009 | ―                     | AMORE PACIFIC（化粧品メーカー）CM曲 Dynamic Duo（ヒップホップアーティスト）とのコラボレーション |
| 2011 | 『SO I'M LOVING YOU』 | ロッテ免税品店CM曲（朝鮮語版、日本語版）                                                        |

### 劇中歌
- ドラマ『ノンストップ4』（2004年）ではラップ（129話③④2014/3/31放送）やピアノ弾き語り（136話②③2014/4/12放送)を披露。
- ドラマ『私の名前はキム・サムスン 』（2005年）第14話カラオケシーンで韓国トロット音楽『鬱陵島（ウルルン島）ツイスト（울릉도 트위스트）』（1966、イシスターズ（이씨스터즈））を披露[75]。
- ドラマ『雪の女王』（2006年）第5話では教壇でトロット歌手ヒョンチョルの「愛は蝶みたい （사랑은 나비인가봐）」を無伴奏で独唱。
- 映画『私は幸せです』（2009年）の中では精神病棟の仲間とのビートボックスとラップを披露[76]。また、カラオケでオリジナル曲を歌った。
- ドラマ『ジキルとハイドに恋した私』(2015年)第1話ではク・ソジン役としてヨガのシーンで結跏趺坐のポーズをしながら『千手経』の浄口業真言にあたる文句"修利修利摩 訶修利修修利娑婆訶言"を唱えた[77]。
- ドラマ『ジキルとハイドに恋した私』(2015年)韓国版第6話ではロビン役としてガレージで歌手イ・キチャン（이기찬）の『愛することのために（랑하기 때문에）』を歌った[78]。

## 広告・広報大使

### 【広報大使】
| 年度 | 広報大使名 | 映像                |
| ---- | --- | ------------------- |
| 2006 | 第40回 納税者の日 & 国税庁開庁40周年記念 ドンスウォン税務署 毎日苦情奉仕室長 委嘱 《납세자의 날》                                                                                           |                     |
| 2008 | 第42回 納税者の日 松坡税務署 毎日名誉奉仕室長 委嘱 《납세자의 날》 |                     |
| 2009 | ピンクリボン サラン(愛) マラソン ソウル大会広報大使 《핑크리본 사랑 마라톤 서울대회》（2009/4/19 釜山海雲台オリンピック公園 withユン・ウネ） （2010/4/18 釜山ヨット競技場 with シン・ミナ） | -                   |
| 2009 | グスタフ・クリムト展 広報大使 （芸能人野球団プレイボーイズとして。調印式には欠席）） | -                   |
| 2011 | ヒュンダイ自動車 5G グレンジャー(HG) 広報大使《현대자동차 5G 그랜저(HG) 》 | -                   |
| 2013 | 起亜自動車 THE NEW K5(TF) 広告モデル兼広報大使《기아자동차 더 뉴 K5》 | -                   |
| 2014 | THE BODYSHOP 動物実験反対キャンペーン 広報大使 《더 바디샵 동물실험 반대 캠페인》 | 公式映像            |
| 2014 | 仁川2014年アジア競技大会 広報大使 《인천 아시안게임》 7/3 in ソウル、7/16 in 北京、9/19開会式                                                                                               | 公式映像① 公式映像② |
| 2016 | 光州ビエンナーレ 広報大使 《광주비엔날레》 | 公式映像            |
| 2020 | オメガ グローバルアンバサダー 《 '오메가(OMEGA)' 글로벌 엠배서더》 |                     |

### 【広告】2001年ー2010年
| 放送開始年 | 企業名                                                 | 製品名                                               | ジャンル                        | CM                                                                                               |
| ---------- | ------------------------------------------------------ | ---------------------------------------------------- | ------------------------------- | ------------------------------------------------------------------------------------------------ |
| 2001年     | ロッテ製菓 《롯데제과》                                | ワールド・コーン 《월드콘》                          | アイスクリーム                  | CM①（主演：チャ・テヒョン）                                                                      |
| 2002年     | 南陽乳業 《남양유업》                                  | 飲むサラダ ヨウヤ 《마시는 샐러드 여우야》           | 飲料                            | CM                                                                                               |
| 2003年     | ヘテ製菓 《해태제과》                                  | Friend 《프랜드》                                    | スナック菓子                    | CM                                                                                               |
| 2003年     | ドリームキャスト 《드림캐스트》                        | 707-1515                                             | 有線無線 コンテンツ             | ー                                                                                               |
| 2003年     | 韓国富士フイルム 《한국 후지필름》                     | FinePix 《파인픽스》                                 | カメラ                          | ー                                                                                               |
| 2003年     | Branded Lifestyle Korea 《브랜디드라이프스타일코리아》 | HANG TEN 《행텐》                                    | カジュアル衣料                  | ー                                                                                               |
| 2003年     | Hanafos 《하나포스》                                   | Hanafos V 《하나포스 V》                             | ポータルサイト                  |                                                                                                  |
| 2004年     | KFC                                                    | レッドホットチキン 《레드핫치킨》                    | ファストフード FC               | - CM① - CM②                                                                                      |
| 2004年     | KTF                                                    | Naニューカップル料金制 《Na 뉴커플 요금제》          | 通信社                          | CM、記事①                                                                                        |
| 2004年     | THE REAL COMPANY 《리얼컴퍼니》                        | Radio Garden 《라디오가든》                          | カジュアル衣料                  | ー                                                                                               |
| 2004年     | ロッテ七星飲料 《롯데칠성》                            | ソレヌン 《솔의 눈》                                 | 飲料                            | - CM                                                                                             |
| 2004年     | CJ第一製糖 《CJ제일제당》                              | ヘッパン（レトルト米） 《햇반》                      | 食品                            | - CM（2004年X月）                                                                                |
| 2004年     | SHINWONファッション 《신원패션》                       | SIEG 《지이크》                                      | 男性スーツ                      | - CM                                                                                             |
| 2005年     | Interpark 《인터파크》                                 | Interpark 《인터파크》                               | オープンマーケット              | - CM                                                                                             |
| 2005年     | KT                                                     | Megapass 《메가패스》                                | インターネット サービス         | - CM                                                                                             |
| 2005年     | LG電子 《LG전자》                                      | CYON 《싸이언》                                      | 携帯電話                        | - CM（2005年） - CM(30sec)(2006年) - CM(Chocolate①(2006年) - CM(Chocolate)②(2006年) - CM（Shine) |
| 2005年     | SKネットワークス 《SK네트웍스》                        | CASPI CONUS                                          | カジュアル衣料                  | - CM（2005年9月）                                                                                |
| 2005年     | COSMOCOS COSMETICS 《코스모코스》                      | 花を持つ男 《꽃을 든 남자》                          | 化粧品                          | 記事①、記事②                                                                                     |
| 2005年     | Beauty Credit 《뷰티크레딧》                           | Beauty Credit 《뷰티크레딧》                         | 化粧品                          | カタログ出演（2005-2007年）                                                                      |
| 2005年     | DOHC                                                   | DOHC                                                 | アウトドア衣料                  |                                                                                                  |
| 2006年     | ロッテ七星飲料 《롯데칠성》                            | 智異山 生緑茶 《지리산 생녹차》                      | 飲料                            | CM①、CM②                                                                                         |
| 2006年     | オリオンシネマ 《오리온시네마》                        | SUPER ACTION 《수퍼액션》                            | ケーブル映画 チャネル           | CM①                                                                                              |
| 2006年     | パリ・クロワッサン 《파리크라상》                      | PARIS BAQUETTE 《파리바게트》                        | ベーカリーFC                    | - CM①「秘密」（2006年X月） - CM②「XMAS」（2006年冬）                                             |
| 2007年     | 大有ウィニア 《대유위니아》                            | ディムチェ 《딤채》                                  | キムチ冷蔵庫                    | CM①、CM②                                                                                         |
| 2007年     | 私たちの銀行 《우리은행》                              | 私たちのVカード 《우리V카드》                        | クレジットカード                | CM（乗馬）                                                                                       |
| 2007年     | 熊津食品 《웅진식품》                                  | 空麦 《하늘보리》                                    | 飲料                            | CM①、CM②                                                                                         |
| 2007年     | ハンヌリビズ 《한누리비즈》                            | Nurian 《누리안》                                    | 電子辞書                        | - CM「Nurian Z1」 - CM「Nurian X20」                                                             |
| 2008年     | LG電子 《LG전자》                                      | XNOTE 《엑스노트》                                   | ノートPC                        | CM①、CM② （여름날夏の日 1話～7話）                                                               |
| 2008年     | THE BASIC HOUSE 《베이직하우스》                       | BASIC HOUSE 《베이직하우스》                         | カジュアル衣料                  | ー                                                                                               |
| 2008年     | OUTBACKステーキハウス 《아웃백스테이크하우스》         | アウトバックステーキハウス 《아웃백 스테이크하우스》 | ファミレス FC                   | CM①、CM② 記事①                                                                                   |
| 2008年     | ファッショングループヒョンジ 《패션그룹형지》          | BON 《본》                                           | 男性スーツ                      | ー                                                                                               |
| 2009年     | 映画振興委員会 映像物保護委員会                        | Good Download Campaign 《굿다운로더 캠페인》         | 違法DL公共広告                  | ー                                                                                               |
| 2009年     | SH公社 《SH공사》                                      | GARDEN5 《가든파이브》                               | ファッション ショッピングモール | ー                                                                                               |
| 2009年     | AMORE PACIFIC 《아모레퍼시픽》                         | ミジャンセン 《미쟝센》                              | ヘアケア                        | - CM①（2009年） - 記事（2009年2月） - 記事（2009年3月）                                          |
| 2009年     | AMORE PACIFIC 《아모레퍼시픽》                         | LANEIGE HOMME 《라네즈 옴므》                        | 化粧品                          | - CM（2009年） - CM（2011年）                                                                    |
| 2010年     | Philips Korea 《필립스 코리아》                        | Senso Touch3D 《센소터치 3D》                        | カミソリ                        | CM①CM②                                                                                           |

### 【広告】2011年ー2020年
| 放送開始年                | 月   | 企業名                                                                   | 製品名                                   | ジャンル                        | CMリンク |
| ------------------------- | ---- | ------------------------------------------------------------------------ | ---------------------------------------- | ------------------------------- | --- |
| 2011年                    | 2月  | 廣東製薬 《광동제약》                                                    | とうもろこしのヒゲ茶 《옥수수수염차》    | 飲料                            | - CM①（2011年2月） - CM②（2011年5月） - CM③（2011年7月） |
| 2011年                    | 2月  | AMORE PACIFIC 《아모레퍼시픽》                                           | ARITAUM 《아리따움》                     | 化粧品 セレクトショップ         | - CM（2011年2月） |
| 2011年                    | 3月  | コリョウンタン 《고려은단》                                              | Vitaflex 《비타플렉스》                  | 健康食品                        | - CM（2011年3月） |
| 2011年                    | 3月  | HITE JINRO／ハイト眞露 《하이트진로》                                    | HITE 《하이트》                          | 酒                              | - CM（2011年3月） - CM（2011年5月） - CM（2011年6月） ー除隊後ー - 広告（2013年10月） - CM（2015年5月） - CM（2015年6月） - CM（2015年10月） |
| 2011年                    | X月  | ロッテホテル 《롯데호텔》                                                | ロッテ免税店                             | 免税店                          | - CM （2011年4月）朝鮮語歌披露 - CM（2011年7月）日本語歌披露 |
| 2011年                    | X月  | K2コリア 《케이투코리아》                                                | K2 FLY WALK                              | アウトドア                      | ー除隊後ー ※ニュージーランドでロケ撮影されたものが多い。 - CM「2013年S／S」（2013年2月） - CM「2013年S／S」（2013年5月） - CM「2013年F／W in NZ」(バイク)（2013年9月） - CM「2013年F／W in NZ」(犬橇)（2013年10月） - CM「2014年S／S（Treeverse）」（2014年2月） - CM「2014年S／S（FLYWALK）」（2014年3月） - CM「LARTIS」① - CM「LARTIS」②（2014年10月） - CM「2015年S／S」① - CM「2015年S／S」②（2015年3月） - CM「2015年A／W」①（2015年8月） - CM「2015年A／W」②（2015年10月） - CM「2015年A／W」③（2015年10月） - CM「COOL360」（2015年4月） - CM「FLY WALK」（2016年4月） - CM「2016年S／S（COOL360）」（2016年4月） - CM「2016年F／W」（2016年10月） |
| 2011年                    | X月  | サムソン電子 《삼성전자》                                                | Samsung Smart TV                         | TV家電                          | - CM①（2011年X月） ※ドラマ『シークレット・ガーデン』セットで撮影 - CM②（2011年X月） - ※ドラマ『シークレット・ガーデン』セットで撮影 - CM③（2011年X月） - CM④CM⑤CM⑥CM⑦（2013年Ｘ月） |
| 2012年―兵役中のためなしー |      |                                                                          |                                          |                                 | |
| 2013年                    | X月  | Eastern Camel 《이스턴 카멜》                                            | Eastern Camel                            | カジュアル衣料                  | - CM（2013年X月） |
| 2013年                    | X月  | ロッテグループ 《롯데그룹》                                              | ロッテ百貨店 《롯데백화점》              | ショッピングモール              | 紙面広告 |
| 2013年                    | 3月  | ロッテ七星飲料 《롯데칠성》                                              | Cantata 《칸타타》                       | コーヒー                        | - CM「Cantata」（2013年3月） |
| 2013年                    | 6月  | 起亜自動車 《기아자동차》                                                | THE NEW K5 《더 뉴 K5》                  | 自動車                          | - CM |
| 2013年                    | 6月  | CJ第一製糖 《CJ제일제당》                                                | Freshian 《프레시안》                    | 食品                            | - CM「Freshian」(15秒版）（2013年6月） - CM「Freshian」（30秒版）（2013年6月） - CM「Freshian」(30秒版）（2013年9月） |
| 2013年                    | 8月  | サムスン物産スーツ部門 《삼성물산 패션부문》                             | ROGATIS 《로가디스》                     | 男性スーツ                      | - CM「SmartSuit」（2013年8月） - CM「Smart Suit」（2013年9月） - CM「Z Shirts」（2013年10月） - CM「Smart Down」（2013年10月） - CM「Driving SAFARI」（2014年3月） - CM「ICE UN-CON SUIT」（2014年4月） - CM「2014年S／S」（2014年4月） - CM「Smart Suit」（2014年9月） - CM「Flying Jacket」（2014年4月） - CM「Smart Suit」 （2015年3月） - CM「Smart Suit（Run編）」（2016年4月） - CM「SmartSuit（Bowling編）」（2016年9月） |
| 2014年                    | X月  | BSKコーポレーション 《비에스케이코퍼레이션》                             | THE BODY SHOP 《더바디샵》               | 化粧品                          | - CM「WHITE MUSKシリーズ」（2014年X月） |
| 2014年                    | 2月  | サムスン生命保険 《삼성생명》                                            | サムスン生命                             | 保険会社                        | - CM（2014年1月） - CM（2014年2月） - CM① （2015年4月） - CM②（2015年4月） - CM③（2015年4月） - CM①（2015年6月） - CM②（2015年6月） - CM「ジェットコースター」（2015年9月） |
| 2014年                    | 6月  | CAVALLERIA TOSCANA ※非CM                                                 | カバレリア・トスカーナ                   | 乗馬服                          | 5/16 京畿道ハンファロイヤルサドル乗馬場にて |
| 2015年                    | 2月  | Bullsone 《불스원》                                                      | Bullsoneミラー                           | 自動車用品                      | - CM（2015年2月） - メイキング |
| 2015年                    | 2月  | 韓国UNIQLO 《한국유니클로》                                              | HeatTech                                 | 衣料                            | - 2015年S／S記事①記事② - CM「Slimfit」（2015年2月） - 2015年F／Wプレスリリース記事 - CM「Outwear is You（2015年10月） - CM「HeatTech」（2015年12月） |
| 2015年                    | 4月  | 東洋マジック→SKマジック 《동양매직→SK매직》 （生活家電メーカー）         | SUPER浄水器 SUPER清浄機                  | 浄水器 空気清浄機               | - CM「SUPER浄水器①」 （2015年4月） - CM「SUPER 浄水器②」 （2015年4月） - CM「SUPER清浄機③ 」（2015年4月） - CM「SUPER S 浄水器」 （2016年4月） - CM「SUPER S Edition」 （2017年3月） |
| 2015年                    | 12月 | L&P COSMETIC 《엘앤피코스메틱》                                          | MEDIHEAL 《메디힐》                      | マスクパック                    | - CM「N.M.F Aquaring」（2015年12月） - CM「Mask Science」（2016年9月） - CM「Second Mask」（2017年6月） - CM「BUBBLE TOX SERUM MASK」 - （2020年2月、ドラマ『愛の不時着』Ver） - CM「BUBBLE MASK」（2020年6月） |
| 2015年                    | 12月 | CJ FOODビル 《푸드빌》                                                   | A TWOSOME PLACE 《투썸플레이스》         | カフェFC                        | - CM（2016年X月） - CM - CM（2016年冬）メイキング |
| 2017年                    | 3月  | KT 《케이티》                                                            | KT 企業広告 KT 5G GIGAジニ（人工知能PF） | 通信業者                        | - CM①「韓国編（한국편）」（2017年3月） - CM②「人間編（사람편）」（2017年3月） - CM「GIGAジニ」（2017年4月） - CM（メイキング）（2017年4月） - CM「GiGAeyes」（2017年9月） - CM「CLIP CARD」（2017年10月） - CM（2017年11月）（平昌オリンピック①） - CM（2017年11月）（平昌オリンピック②） |
| 2017年                    | 11月 | DIAGEO・コリア                                                           | Windsor Ｗシグネチャー                   | ウィスキー                      | - CM「W Signature」（2017年11月） |
| 2018年                    | 2月  | TLX                                                                      | TLX PASS                                 | 自己管理型ソリュ ーションアプリ | - CM「TLX PASS WORLD」（2018年12月） |
| 2018年                    | 9月  | レクサス・コリア 《렉서스》                                              | レクサス ES 300h                         | 自動車                          | CM「Fatal rendezvous」 |
| 2019年                    | 3月  | ピープルライフ （KBフィナンシャルグループ） 《보험클리닉 \| 피플라이프》 | 保険のクリニック                         | 保険 コンサルティング           | - CM（2019年3月） - CM（2019年8月） - CM②（2019年8月） - CM（2020年10月） |
| 2019年                    | 10月 | Dr.FORHAIR 《닥터포헤어》                                                | Dr.FORHAIR                               | シャンプー                      | - CM（2019年10月）Folligen - CM①CM②（2020年12月）Folligen - CM（2021年9月） |
| 2020年                    | 5月  | BODYLUV 《바디럽》                                                       | シャンプーヘッド 寝具                    | シャンプーヘッド 寝具           | - CM「선택, 퓨어썸」（2020年5月） - CM（ディープスリープ編）（2021年3月） - CM（休息編）（2021年3月） |
| 2020年                    | 6月  | HL SCIENCE 《에이치엘사이언스》                                          | 健康食品                                 | 健康機能食品 ブランド           | - CM①（2020年6月） - CM②青汁（새싹보리 ）（2020年6月） - CM肝臓･眼精疲労サプリ（닥터슈퍼칸）（2020年12月） - CM（2021年12月） |
| 2020年                    | 6月  | Smart Communications,Inc （フィリピン）                                  | Simple,Smart Ako                         | 移動通信事業                    | - CM（2020年6月） - CM（2021年2月）（w/ソン・イェジン） |
| 2020年                    | 7月  | BENCH （フィリピン）                                                     | BENCH                                    | 衣料品                          | - CM（2020年7月） |
| 2020年                    | 7月  | Amado （タイ）                                                           | Hコラーゲン                              | 健康機能食品                    | - CM①、CM②（2020年7月） - 新年挨拶（2021年元旦） |
| 2020年                    | TBD  | OMEGA （スイス）                                                         | 腕時計                                   | 腕時計                          | - OMEGA、007（2020年12月） |

### 【広告】2021年ー
| 放送開始年 | 月   | 企業名                                      | 製品名                 | ジャンル       | CMリンク                                                                 |
| ---------- | ---- | ------------------------------------------- | ---------------------- | -------------- | ------------------------------------------------------------------------ |
| 2021年     | 2月  | アンダーアーマー UNDER ARMOUR 《언더아머》  | スポーツウェア         | スポーツウェア | - SS21コレクション（2021年2月） - メイキングアーマー①②（2021年5月、tvN） |
| 2021年     | 4月  | ECOVACS 《에코백스》（中国）                | ロボット掃除機         | ロボット掃除機 | - CM（2021年4月）                                                        |
| 2021年     | 4月  | 周大福 （CHOWTAIFOOK）（香港）              | 宝石                   | 宝石           | 記事                                                                     |
| 2021年     | 7月  | TOM FORD BEAUTY（アメリカ）《톰 포드 뷰티》 | Soleil Brûlant Outwood | 香水           | - CM（Soleil Brûlant）（2021年7月） - CM（Outwood）（2021年8月）         |
| 2021年     | 7月  | Crocodile（香港） 《크로커다일》            | 衣類                   | 衣類           | メイキング映像                                                           |
| 2021年     | 7月  | Sim Invest（インドネシア）                  | 金融                   | 投資アプリ     | CM①（2021年7月） CM②（2021年8月） CM③（2021年10月）                      |
| 2021年     | 8月  | LAZADA （シンガポール等 東南アジア）        | LazMall                | Eコマース      | CM（2021年8月）                                                          |
| 2021年     | 9月  | Loro Piana（イタリア）                      | 衣類                   | 衣類           |                                                                          |
| 2021年     | 10月 | 73hours（中国）                             | 婦人靴ブランド         | 婦人靴ブランド | CM（2021年10月）                                                         |
| 2022年     | 2月  | TIRTIR（韓国） 《티르티르》                 | コスメブランド         | コスメブランド | CM（2022年5月）                                                          |
| 2022年     | 4月  | GOSPHERES（韓国） 《고스피어》              | ゴルフウェア           | ゴルフウェア   | CM（2022年4月）                                                          |

## 受賞・ノミネート歴

### テレビ

#### MBC 演技大賞《MBC 연기대상》
| 年度 | 作品                     | 部門                                  | 結果       |
| ---- | ------------------------ | ------------------------------------- | ---------- |
| 2004 | アイルランド             | 男性新人賞                            | 受賞       |
| 2004 | アイルランド             | ネティズン人気賞                      | ノミネート |
| 2005 | 私の名前はキム・サムスン | 男性最優秀演技賞                      | 受賞       |
| 2005 | 私の名前はキム・サムスン | 男性人気賞                            | 受賞       |
| 2005 | 私の名前はキム・サムスン | ベストカップル賞（with キム・ソンア） | 受賞       |
| 2009 | チング 〜愛と友情の絆〜  | 男性優秀演技賞                        | ノミネート |

#### KBS 演技大賞《KBS 연기대상》
| 年度 | 作品             | 部門                                | 結果       |
| ---- | ---------------- | ----------------------------------- | ---------- |
| 2006 | 雪の女王         | 男性優秀演技賞                      | ノミネート |
| 2006 | 雪の女王         | ネティズン賞                        | 受賞       |
| 2006 | 雪の女王         | 人気賞                              | 受賞       |
| 2006 | 雪の女王         | ベストカップル賞（with ソン・ユリ） | 受賞       |
| 2008 | 彼らが生きる世界 | ミニシリーズ部門 男性 優秀演技賞    | ノミネート |

#### SBS 演技大賞《SBS 연기대상》
| 年度 | 作品                     | 部門                                  | 結果       |
| ---- | ------------------------ | ------------------------------------- | ---------- |
| 2010 | シークレット・ガーデン   | ドラマスペシャル部門 男性最優秀演技賞 | 受賞       |
| 2010 | シークレット・ガーデン   | 10大スター賞                          | 受賞       |
| 2010 | シークレット・ガーデン   | ネティズンが選んだ最高人気賞          | 受賞       |
| 2010 | シークレット・ガーデン   | ロマンティックキス賞                  | 受賞       |
| 2010 | シークレット・ガーデン   | ベストカップル賞（with ハ・ジウォン） | 受賞       |
| 2015 | ジキルとハイドに恋した私 | 中編ドラマ部門 男性 最優秀演技賞      | ノミネート |

#### 百想芸術大賞《백상예술대상》
| 年度           | 作品                           | 部門                           | 結果       |
| -------------- | ------------------------------ | ------------------------------ | ---------- |
| 2005（第41回） | アイルランド                   | TV部門 男性新人演技賞          | ノミネート |
| 2007（第43回） | 雪の女王                       | TV部門 男性最優秀演技賞        | ノミネート |
| 2011（第47回） | シークレット・ガーデン         | TV部門 大賞                    | 受賞       |
| 2011（第47回） | シークレット・ガーデン         | TV部門 男性 最優秀演技賞       | ノミネート |
| 2011（第47回） | シークレット・ガーデン         | TV部門 男性 人気賞             | ノミネート |
| 2013（第49回） | プレゼンターとして参加（映像） | プレゼンターとして参加（映像） | ー         |
| 2019（第55回） | アルハンブラ宮殿の思い出       | TV部門 男性 最優秀演技賞       | ノミネート |
| 2020（第56回） | 愛の不時着                     | TV部門 男性 最優秀演技賞       | ノミネート |
| 2020（第56回） | 愛の不時着                     | TikTok 人気賞                  | 受賞       |

#### ソウルドラマアワード《서울 드라마 어워즈》
| 年度 | 作品                   | 部門                   | 結果       |
| ---- | ---------------------- | ---------------------- | ---------- |
| 2011 | シークレット・ガーデン | 韓流ドラマ男性演技者賞 | ノミネート |
| 2011 | シークレット・ガーデン | ネティズン男性人気賞   | ノミネート |

#### MBC 放送芸能大賞《MBC 방송연예대상》
| 年度 | 作品          | 部門                | 結果 |
| ---- | ------------- | ------------------- | ---- |
| 2004 | ノンストップ4 | タレント部門 特別賞 | 受賞 |

### 映画

#### 百想芸術大賞《백상예술대상》
| 年度           | 作品                           | 部門                           | 結果       |
| -------------- | ------------------------------ | ------------------------------ | ---------- |
| 2006（第42回） | 百万長者の初恋                 | 映画部門 男性人気賞            | 受賞       |
| 2013（第49回） | プレゼンターとして参加（映像） | プレゼンターとして参加（映像） | ー         |
| 2017（第53回） | コンフィデンシャル/共助        | 映画部門 男性人気賞            | ノミネート |

#### 韓国映画俳優協会 スターの夜授賞式《국영화배우협회 스타의 밤 시상식》
| 年度          | 作品                                     | 部門                    | 結果 |
| ------------- | ---------------------------------------- | ----------------------- | ---- |
| 2017（第6回） | コンフィデンシャル/共助 スウィンダラーズ | 大韓民国 トップスター賞 | 受賞 |

#### 富川国際ファンタスティック映画祭《부천국제판타스틱영화제》
| 年度 | 作品 | 部門                       | 結果 |
| ---- | ---- | -------------------------- | ---- |
| 2014 | ―    | プロデューサーズ・チョイス | 受賞 |

### その他の賞
| 年度 | 表彰名                                                                                  | 作品                     | 結果                     |
| ---- | --------------------------------------------------------------------------------------- | ------------------------ | ------------------------ |
| 2011 | 第61回ベルリン国際映画祭                                                                | 愛してる、愛してない     | コンペティション部門参加 |
| 2011 | 第61回ベルリン国際映画祭                                                                | レイト・オータム         | フォーラム部門出品       |
| 2012 | 海兵隊司令官 表彰                                                                       | ー                       | 受賞                     |
| 2012 | 国防部長官 表彰                                                                         | ー                       | 受賞                     |
| 2013 | 第50回 貯蓄の日 政府褒賞者 貯蓄賞 《저축의 날 정부포상 대상자부분 저축상》              | ー                       | 受賞                     |
| 2015 | KoreanUpdates Awards 2015 ベストカップル賞（with ハン・ジミン）                         | ジキルとハイドに恋した私 | ノミネート               |
| 2020 | 第11回大韓民国大衆文化芸術賞 大統領賞 《대한민국 대중문화예술상》 - 대통령표창          | 愛の不時着               | 受賞                     |
| 2020 | 第37回『2020 ユーキャン新語・流行語大賞』(現代用語の基礎知識選) トップ10                | 愛の不時着               | 受賞                     |
| 2021 | 第7回 2020 APAN AWARDS（アジア太平洋スターアウォーズ）大賞 《아시아태평양 스타 어워즈》 | 愛の不時着               | 受賞                     |

## メディア出演

### 雑誌
| 年   | 月     | 雑誌名 |
| ---- | ------ | --- |
| 2009 | 1月号  | BAZAAR |
| 2009 | 8月号  | COSMOPOLITAN 《코스모폴리탄》 |
| 2009 | 8月号  | VOGUE KOREA（w/キム・ミンジュン） |
| 2009 | 10月号 | Ceci 《쎄씨》 |
| 2009 | 10月   | GQ KOREA |
| 2010 | 5月    | スタースタイルマガジン「High Cut」29号 《스타 스타일 매거진 <하이컷>》                                                                            |
| 2010 | 6月号  | marie claire 《마리끌레르》 |
| 2010 | 9月号  | Singles 《싱글즈》 |
| 2010 | 10月号 | COSMOPOLITAN 《코스모폴리탄》 |
| 2011 | 3月    | スタースタイルマガジン「High Cut」48号 ベルリン5泊7日 《스타 스타일 매거진 <하이컷>》 第61回ベルリン国際映画祭密着のグラビア30頁（DOLCE&GABBANA） |
| 2013 | 4月号  | ESQUIRE KOREA 《에스콰이어》 |
| 2013 | 7月号  | @STAR1 《앳스타일》 |
| 2014 | 4月    | スタースタイルマガジン「High Cut」124号 《스타 스타일 매거진 <하이컷>》                                                                           |
| 2014 | 5月号  | W KOREA（GUCCI） |
| 2014 | 7月号  | top class |
| 2017 | 1月号  | 1st LOOK 《퍼스트룩》 |
| 2017 | 1月    | Magazine M Vol.198（w/ユ・ヘジン） |
| 2017 | 3月号  | ESQUIRE HongKong 《에스콰이어홍콩》 |
| 2018 | 4月号  | ARENA HOMME（Salvatore Ferragamo） 《아레나 옴므》                                                                                                |
| 2018 | 9月号  | VOGUE KOREA（w/ソン・イェジン） |
| 2019 | 1月    | bnt world vol.102 |
| 2019 | 9月号  | ESQUIRE KOREA（OMEGA） 《에스콰이어》 |
| 2021 | 1月号  | ESQUIRE KOREA（OMEGA）表紙予定 《에스콰이어》 |

### TVニュース、バラエティ、VOD等
| 年   | 放送日    | 放送局                     | タイトル                                                                                      | 備考                                             |
| ---- | --------- | -------------------------- | --------------------------------------------------------------------------------------------- | ------------------------------------------------ |
| 2002 | -         | SBS                        | ビックリストーリーランド ※キム・ソング（夫）役 《깜짝스토리랜드》                             |                                                  |
| 2004 | -         | KBS2                       | 日曜日は101% - 熱血男児 《일요일은 101% - 열혈남아》                                          | 29,30回                                          |
| 2004 | -         | SBS                        | ドラマ『アイルランド』番宣                                                                    |                                                  |
| 2004 | -         | MBC                        | コメディハウス - ゴルムが行く 《코미디하우스 - 골룸이 간다》                                  | 159回                                            |
| 2004 | -         | MBC                        | 日曜日 日曜日の晩に - ブレイン・サバイバー 《일요일 일요일 밤에 - 브레인 서바이버》           | 777回                                            |
| 2004 | -         | MBC                        | コメディハウス - ノブレイン・サバイバー 《코미디하우스 - 노브레인 서바이버》                  | 171回                                            |
| 2004 | -         | MBC                        | 暇つぶし - ラブサバイバルドキドキ 《심심풀이 - 러브서바이벌 두근두근》                        | 17, 18回                                         |
| 2005 | -         | MBC                        | ドキュメンタリースペシャル 「大韓民国 キム・サムスン」 《대한민국 김삼순》                    | 270回                                            |
| 2005 | -         | MBC                        | 2005 サムスン選抜大会 《삼순이 선발대회》                                                     | 秋夕特集                                         |
| 2008 | 12月      | KBS                        | Weekly Highlight 43 ドラマ『彼らが生きる世界』宣伝                                            |                                                  |
| 2009 | 3/21      | KBS                        | 芸能街中継（ドラマ『チング 〜愛と友情の絆〜』宣伝） 《연예가중계》                            |                                                  |
| 2009 | 10/21     | NHK（日本）                | ハングル講座                                                                                  | ゲスト出演                                       |
| 2010 | 1/8       | フジテレビ （日本）        | 笑っていいとも！（ドラマ『チング 〜愛と友情の絆〜』宣伝）                                     | ゲスト出演                                       |
| 2011 | 1/17      | SBS                        | 夜になれば 毎晩（SBSのVOD 30:46～） 《밤이면 밤마다》                                         | 10回（電話出演）                                 |
| 2011 | 1/20 1/27 | tvN                        | 現場トークショー「TAXI」 《택시》                                                             | 175,176,177回 （体調不良のため点滴を打って出演） |
| 2011 | 1/26      | SBS                        | おはよう（独占インタビュー） 《좋은아침》                                                     | 3,556回                                          |
| 2011 | 2/17      | SBS                        | 一晩のTV芸能（個人インタビュー、w/タン・ウェイ） 《한밤의 TV연예》                            |                                                  |
| 2011 | 3/11      | SBS                        | 生放送TODAY（ヒョンビン入隊の様子） 《생방송 투데이》                                         |                                                  |
| 2011 | 9/29      | SBS                        | 一晩のTV芸能 （ヒョンビン海兵マラソン大会出場） 《한밤의 TV연예》                             |                                                  |
| 2011 | 11/6      | SBS                        | 一晩のTV芸能 （海兵！ヒョンビン出国現場（インドネシアへ）） 《한밤의 TV연예》                 |                                                  |
| 2012 | 11/29     | KTV                        | ヒョンビン除隊記念放送                                                                        |                                                  |
| 2012 | 12/6      | NocutV                     | 除隊式の様子                                                                                  |                                                  |
| 2013 | 5/4       | KBS                        | 芸能街中継 除隊後初の単独インタビュー 《연예가중계》                                          |                                                  |
| 2013 | 5/10      | JTBC                       | 第49回百想芸術大賞プレゼンター                                                                |                                                  |
| 2014 | 4/5       | KBS                        | 芸能街中継（映画『王の涙 -イ・サンの決断-』宣伝） 《연예가중계》                              |                                                  |
| 2014 | 4/7       | SBS                        | おはよう（独占インタビュー） 《좋은아침》                                                     |                                                  |
| 2014 | 4/12      | KBS                        | 芸能街中継 《연예가 중계》                                                                    |                                                  |
| 2014 | 7/13      | 朝鮮日報                   | 仁川2014年アジア競技大会 広報大使 委嘱                                                        |                                                  |
| 2015 | 1/20      | SBS                        | SBS NOW （ドラマ『ジキルとハイドに恋した私』宣伝）                                            |                                                  |
| 2015 | 1/22      | SBS                        | 一晩のTV芸能（ドラマ『ジキルとハイドに恋した私』宣伝） 《한밤의 TV연예》                      |                                                  |
| 2015 | 6/6       | 国家보훈처                 | 第60回顕忠日記念式 追悼献詩朗読「オクト（'옥토'）」 《제60회 현충일》                         |                                                  |
| 2015 | 12/18     | K Style                    | 【Kstyle4周年】ヒョンビンさんからお祝いメッセージが到着！                                     |                                                  |
| 2016 | 4/15      | ASIATODAY                  | AT映像「ヒョンビン1日バリスタ体験」 A TWOSOME PLACE《투썸플레이스》宣伝                       |                                                  |
| 2016 | 4/20      | Interpark                  | Interpark20th祝賀メッセージ                                                                   |                                                  |
| 2016 | 12/20     | SBS                        | 一晩のTV芸能（映画『コンフィデンシャル／共助』制作発表会） 《한밤의 TV연예》                  |                                                  |
| 2017 | 1/21      | KBS                        | 芸能街中継 ゲリラデート インタビュー （映画『コンフィデンシャル／共助』宣伝） 《연예가 중계》 |                                                  |
| 2017 | 2/7       | SBS                        | 本格芸能 真夜中（映画『コンフィデンシャル／共助』宣伝） 《본격연예 한밤》                     |                                                  |
| 2017 | 2/23      | TVB （香港）               | 娯楽新聞台 StarTalk （映画『コンフィデンシャル／共助』宣伝）                                  |                                                  |
| 2017 | 10/24     | SBS                        | 本格芸能 真夜中（映画『スウィンダラーズ』宣伝） 《본격연예 한밤 》                            |                                                  |
| 2017 | 11/28     | SBS                        | 本格芸能 真夜中 《본격연예 한밤 》                                                            |                                                  |
| 2018 | 8/10      | KBS                        | 芸能街中継（映画『ザ・ネゴシエーション』宣伝w/ソン・イェジン） 《연예가중계》                 |                                                  |
| 2018 | 9/11      | SBS                        | 本格芸能 真夜中（映画『ザ・ネゴシエーション』宣伝） 《본격연예 한밤 》                        |                                                  |
| 2018 | 10/2      | SBS                        | 本格芸能（映画『王宮の夜鬼』宣伝） 《본격연예 한밤》                                          |                                                  |
| 2018 | 9/14      | KBS                        | 芸能街中継 個人インタビュー 《연예가중계》                                                    |                                                  |
| 2018 | 9/28      | KT(VOD) olleh tv           | 俳優報告書（映画『ザ・ネゴシエーション』宣伝） 《배우보고서》                                 |                                                  |
| 2018 | 10/22     | KBS                        | Entertainment Weekly（映画『王宮の夜鬼』宣伝）                                                |                                                  |
| 2018 | 11/2      | KT(VOD)                    | 密着インタビュー（映画『王宮の夜鬼』宣伝）                                                    |                                                  |
| 2019 | 2/6       | Cosmopolitan Phillipines   | パク・シネとの対談（ドラマ『アルハンブラ宮殿の思い出』宣伝）                                  |                                                  |
| 2019 | 4/8       | Netflix (The Swoon)        | Play Jenga（ドラマ『アルハンブラ宮殿の思い出』宣伝w/パク・シネ）                              |                                                  |
| 2019 | 4/20      | NewShowBiz 完全娛樂 ※中国  | インタビュー                                                                                  |                                                  |
| 2019 | 5/DD      | viu(VOD) ※香港             | K1 Headlines （韓流専題）                                                                     |                                                  |
| 2019 | 11/15     | TVING                      | enews24（ドラマ『愛の不時着』宣伝w/ソン・イェジン）                                           |                                                  |
| 2019 | 11/20     | KBS                        | KBS News 芸能手帳 スターヒストリー 出口のない魅力の持ち主 《연예수첩》                        |                                                  |
| 2019 | 12/20     | Netflix (The Swoon)        | Mission Pong（ドラマ『愛の不時着』宣伝w/ソン・イェジン）                                      |                                                  |
| 2019 | 12/28     | Netflix (The Swoon)        | Couch Talk（ドラマ『愛の不時着』宣伝w/ソン・イェジン）                                        |                                                  |
| 2020 | 1/10      | Netflix (The Swoon)        | DIY Fan Love（ドラマ『愛の不時着』宣伝w/ソン・イェジン）                                      |                                                  |
| 2020 | 1/18      | Netflix (The Swoon)        | Compliment Me（ドラマ『愛の不時着』宣伝w/ソン・イェジン）                                     |                                                  |
| 2020 | 6/1       | Metro.Style （フィリピン） | Metro Talks                                                                                   |                                                  |
| 2020 | 11/11     | Netflix Japan              | 特別映像：『愛の不時着』キャストからのメッセージ                                              |                                                  |

## イベント出演
| 年   | 月日      | 企業等                                         | 詳細 | 会場                                                   | 映像              |
| ---- | --------- | ---------------------------------------------- | --- | ------------------------------------------------------ | ----------------- |
| 2004 | 11/20     | DOHC （カジュアル衣料）                        | ファンサイン会 | DOHC富川店                                             |                   |
| 2006 | 11/28     | PARIS BAQUETTE 《파리바게트》                  | 「パリバゲット愛の募金活動」およびサイン会 《파리바게뜨 사랑의 모금 행사》 | ソウル中区清渓川ピアノ街常設ステージ                   |                   |
| 2008 | 10/31     | BON 《본》                                     | ファンサイン会 |                                                        |                   |
| 2009 | 2/21 2/28 | XNOTE 《엑스노트》                             | LG電子 XNOTE 新製品発売記念サイン会（w/シン・ミナ） | ソウル龍山アイパークモール                             |                   |
| 2009 | 2/23      | OUTBACKステーキハウス 《아웃백스테이크하우스》 | ファンサイン会 |                                                        |                   |
| 2009 | 10/13     | 映画試写会                                     | 「グッドモーニングプレジデント（굿모닝 프레지던트）」（主演：チャン・ドンゴン） ＶＩＰ試写会 |                                                        |                   |
| 2010 | 9/1       | Gucci                                          | グッチ 2011 F/Wコレクション | ソウル広壮洞シェラトンウォーカーヒルホテルビスタホール |                   |
| 2011 | 1/22      | LANEIGE HOMME 《라네즈 옴므》                  | 200億売上記念ファンサイン会 ※入隊前最後 《200억 판매를 기념》 | 明洞ロッテデパート                                     |                   |
| 2013 | 5/26      | ―                                              | 俳優シン・ヒョンジュン結婚式への参加 | ソウル龍山区グランドハイアットソウル                   |                   |
| 2013 | 8/8       | サムソン電子 《삼성전자》                      | 絶滅危機動物のドキュメンタリー展UHD ZOO 開幕式 | ソウル市江南区清潭洞ビヨンドミュージアム               | 映像              |
| 2013 | 9/23      | K2コリア 《케이투코리아》                      | ヘビーダウンジャケット マジョラム３発売記念イベント ファンサイン会 |                                                        |                   |
| 2013 | 11/13     | ROGATIS 《로가디스》 （サムスン物産）          | 「スマートスーツ」発売100日記念サイン会 | ソウル龍山区アイパークモール                           | 映像              |
| 2014 | 2/13      | ロッテ百貨店 《롯데백화점》                    | ヒョンビンと一緒にするバレンタインイベント 《현빈과 함께하는 발렌타인 이벤트》 | ロッテ百貨店本店新館回転ドア前                         | 映像              |
| 2014 | 4/8       | THE BODY SHOP 《더바디샵》                     | 「動物実験反対署名キャンペーン」ファンサイン会 | ソウル鍾路区ザ・ボディショップ光化門店                 | 映像① 映像②       |
| 2014 | 5/30      | 映画試写会                                     | 映画『泣く男（우는 남자）』（主演：チャン・ドンゴン）VIP試写会 |                                                        |                   |
| 2014 | 8/22      | 米国ALS協会                                    | アイスバケットチャレンジ |                                                        |                   |
| 2014 | 9/30      | ROGATIS 《로가디스》 （サムスン物産）          | 「スマートスーツ2.0」公式発表行事 《로가디스 ‘스마트수트2.0’》 | ソウル中区ミレニアムヒルトンホテル                     |                   |
| 2014 | 10/1      | K2コリア 《케이투코리아》                      | 「マジョラム4」発売記念イベント 《마조람 4》 | ソウル聖水洞K2本社                                     | 映像① 映像②       |
| 2015 | 4/3       | 東洋マジック 《동양매직》 （生活家電メーカー） | 「スーパー（Super）浄水器」発売記念イベント |                                                        | 映像① 映像②       |
| 2015 | 6/6       | -                                              | 第60回顕忠日記念式 追悼献詩「オクト（'옥토'）」 | 国立ソウル顕忠院                                       | 映像              |
| 2015 | 8/21      | MEDIHEAL 《메디힐》                            | 美容マスクパック「メディヒール」ファンサイン会 | ソウル明洞メディヒール旗艦店                           | 映像① 映像②       |
| 2015 | 9/30      | 韓国UNIQLO 《한국유니클로》                    | UNIQLO AND LE MAIRE コラボレーション ローンチングイベント 《유니클로 앤드 르메르》 | ソウル新沙洞林アートセンター                           | 映像① 映像②       |
| 2015 | 12/10     | 映画試写会                                     | 映画『パーフェクト・プロファイラー 命がけの恋愛（목숨 건 연애）』（主演：ハ・ジウォン）VIP試写会 | ソウル永登浦区永登浦洞CGV永登浦店                      |                   |
| 2016 | 1/21      | 東洋マジック 《동양매직》 （生活家電メーカー） | 「第1回レンタル事業本部年度賞授賞式」 | ソウル東大門JWマリオットホテル                         |                   |
| 2016 | 2/26      | -                                              | 119特殊部隊所属引退した救助犬ビジョンとの撮影 |                                                        |                   |
| 2016 | 4/8       | 東洋マジック 《동양매직》 （生活家電メーカー） | スーパーS浄水器発売記念イベント | ソウル鍾路区JWマリオットホテル東大門                   | 映像① 映像②       |
| 2016 | 4/15      | A TWOSOME PLACE 《투썸플레이스》               | ヒョンビンコーヒークラス イベント 《현빈 커피 클래스》 | ソウル市江南区論峴洞ツーサムプレース新ノンヒョン駅店   | 映像① 映像② 映像③ |
| 2016 | 9/1       | 光州ビエンナーレ 広報大使 《광주비엔날레》     | 光州ビエンナーレ 開会式 | 光州ビエンナーレ前会場                                 | 映像① 映像②       |
| 2016 | 10/10     | 映画試写会                                     | 映画『LUCK-KEY／ラッキー（럭키）』（主演：ユ・ヘジン）VIP試写会 | ソウル江南区COEX MEGABOX                               |                   |
| 2016 | 10/15     | ROGATIS 《로가디스》 （サムスン物産）          | スマートスーツボウリング大会イベント決勝 | ソウル広津区攪徐東ソウルグランドボーリングセンター     |                   |
| 2016 | 10/22     | MEDIHEAL 《메디힐》                            | 美容マスクパック「メディヒール」ファンサイン会 | 明洞メディヒール旗艦店                                 |                   |
| 2016 | 11/23     | A TWOSOME PLACE 《투썸플레이스》               | ヒョンビンと一緒に”クリスマス デザート パーティ” 《현빈과 함께하는 '크리스마스 디저트 파티'》 | 江南駅「ツーサムプレース新ノンヒョン駅店」             |                   |
| 2016 | 12/8      | 映画試写会                                     | 映画『パーフェクト・プロファイラー 命がけの恋愛（목숨 건 연애）』（主演：ハ・ジウォン）VIP試写会 | ソウル城東区CGV往十里店                                |                   |
| 2016 | 12/26     | ROGATIS 《로가디스》 （サムスン物産）          | ファンサイン会 | ソウル龍山アイパークモールロガディス店                 | 映像① 映像②       |
| 2017 | 4/8       | SKマジック 《SK매직》 （生活家電メーカー）     | 「スーパーアイス」「スーパーSエディション」新製品発表会 | ソウル麻浦区ハプチョンメセナポリス中央広場             | 映像① 映像②       |
| 2017 | 5/14      | ―                                              | 俳優アン・セハ結婚式への参加 |                                                        |                   |
| 2017 | 5/16      | MEDIHEAL 《메디힐》                            | エル・エンピコスメ2025ビジョン宣布式 《엘앤피코스메틱 2025 비전 선포식》 | ソウル江西区登村洞メディヒール新社屋                   |                   |
| 2017 | 9/25      | スタジオキューブ 《스튜디오큐브》              | スタジオキューブ オープニングイベント 《스튜디오큐브》 | 大田エキスポ公園内                                     | 映像              |
| 2018 | 2/24      | ミラノファッションウィーク                     | 『2018 F/Wミラノファッションウィーク』フェラガモ・コレクション |                                                        | 映像① 映像②       |
| 2018 | 3/14      | SKマジック 《SK매직》 （生活家電メーカー）     | SKマジック新発売記者懇談会 | ソウル広津区グランドウォーカーヒルソウルシアターホール | 映像              |
| 2018 | 5/11      | ―                                              | 俳優アン・ソンギ子息結婚式への参加 | ソウル明洞聖堂                                         |                   |
| 2018 | 10/8      | MEDIHEAL 《메디힐》                            | アモーレパシフィック体験型コンテンツ マルチブランドショップ「アリタウムLive江南」入店記念 ファンサイン会《‘아리따움 Live 강남’》                                                                                   | アリタウムライブ（Live）江南                           |                   |
| 2019 | 3/14      | MEDIHEAL 《메디힐》                            | ヒョンビンと一緒にロマンティックなホワイトデー ファンサイン会 《 ‘현빈과 함께하는 로맨틱 화이트데이’사인회 ’》 | 高陽スターフィールド                                   | 映像① 映像②       |
| 2019 | 3/18      | 映画試写会                                     | 映画『金の亡者たち（돈）』（主演：リュ・ジュンヨル）VIP試写会 | ソウル江南区COEX MEGABOX                               |                   |
| 2019 | 7/26      | WATSONS HWB AWARDS （中国広州）                | WATSONS HWB AWARDS 2019 in 広州（中国） （2019 Watsons Health Wellness Beauty Awards） 《 '2019 왓슨스 HWB 어워즈'》 MEDIHEAL《메디힐》が「ベストマスクパック賞」を受賞 ヒョンビンは「変わらない彫刻美男賞」を受賞 |                                                        |                   |
| 2019 | 9/9       | OMEGA 《오메가》                               | オメガ スピードマスターアポロ11号月着陸50周年 イベント 《스피드 마스터 아폴로 11호 달 착륙 50 주년》 | ソウル三成洞のCOEXアーティウム広場                     |                   |
| 2019 | 11/29     | MEDIHEAL 《메디힐》                            | OLIVE YOUNG AWARDS & FESTA ファンサイン会 《올리브영 어워즈&페스타 》 |                                                        | 映像              |

## その他エピソード

### 慈善活動
- 2005年2月、キム・ボムス （김범수）のミュージックビデオ「Memory」の出演料を全額、母校中央大学校の発展基金として寄付した[230]。
- 母校・永東高校演劇部の後輩へはTVやゲーム機などをプレゼントした[230]。
- 2006年11月28日、広告モデルを務めるパリバゲット主催の「パリバゲット愛の募金活動」に参加し、代表取締役と共に救世軍への寄付者第一号となった他、極寒の屋外で募金活動を行うボランティアにケーキと帽子を提供した[231]。
- 2009年1月24日、母校中央大学校演劇学科50周年を記念し、小劇場建設や国際交流基金、奨学金などの用途を想定した1億ウォンを寄付した[232]。
- 公式ファンクラブ「The Space」とチャリティ団体「Beautiful Store」が共同でチャリティイベントを実施し、収益金を様々な方面へ寄付している。兵役中の2012年5月19日にはデビュー10周年を記念した慈善バザーを行い、ヒョンビンは自ら会場を探し、また自ら、映画『レイトオータム』で使用したラグビーボールや、同映画で共演したタン・ウェイとサインしたOSTやポスター等を出品した[233]。その後も継続的に慈善バザー「美しい土曜日」を実施している。（2014年4月19日[234]、2015年5月16日、2016年6月18日[235]および2018年4月21日[236][237]）。眼鏡など自らの愛蔵品を出品。
- 2011年3月6日、入隊前日に、広告モデルを務める現代自動車の新型グレンジャー第一号を韓国ユニセフに寄付。
- 2016年、光州ビエンナーレの広報大使を務めた。所属事務所VASTエンターテイメントは、「多くのファンの愛で韓流俳優としての地位を確立し、韓国文化を知らせるのに役立つ方法も考えてきていた中、広報大使のオファーを受けて、快諾した」と伝えた。光州ビエンナーレ財団は「ヒョンビンが忙しい日程の中でも（中略）ノーギャラで広報大使を務め、PR映像撮影など多様なPR活動に積極的に臨んでいる」と感謝を伝えた[238]。ヒョンビンは同年9月1日同イベントの開幕式にも参加し、熱い開幕に貢献した[239]。
- ヒョンビンの公式グローバルファンクラブ「The Space」は、NGO団体「セーブ・ザ・チルドレン」のプロジェクトを通じて寄付を続けている。2015年12月―2017年にかけては、約4400万ウォン（約440万円）をアフリカ・ザンビアの乳幼児発達センターの新築に支援。2020年にはヒョンビンの誕生日に向け、国内外の新型コロナ危機児童のために3925万ウォン（約392万円）を寄付[240]。
- 2020年2月、新型コロナウイルスの拡散防止および罹患者の克服支援のため、自ら社会福祉共同募金会「愛の実」を通じて2億ウォン（約2,000万円）を寄付した。所属事務所VASTエンターテイメントは、「事務所に事前通知はなく、報道が出てから本人に事実であることを確認した」と発表した。また彼は大口寄付者クラブ「Honor Society」の会員資格を取得し、過去にも様々な団体を通じて支援事業に参加してきたと報じられた[241][242]。
- 2022年3月、慶尚北道蔚珍郡と江原道三陟市で発生した山火事の被災者へ妻のソン・イェジンと共同で2億ウォンを寄付した[243]。
- 2023年末、生活が厳しい小児青少年患者と母子家庭への支援のためにソン・イェジンと共同でソウル峨山病院と、財団法人ジュサラン共同体のベビーボックスに1億5千万円を寄付した[244]。

### コロナ禍の日本におけるヒョンビンブーム再燃
- コロナ禍の中、NetFlix配信を通じて世界的な人気となったドラマ『愛の不時着』で再びヒョンビンブームが日本国内を席巻し、様々なメディアで取り上げられることとなった。
  - ドラマ『愛の不時着』に夢中であることを公言した落語家笑福亭鶴瓶へ直筆の御礼状を寄せた。（2020/8/9ＭＢＳラジオ「ヤングタウン日曜日」より）[245]
  - 雑誌『anan』2218号（2020年9月23日発売）に8pにわたるロング・インタビューが掲載された。
  - NHK『あさイチ』（テーマ『人生が輝くヒケツ！“推しのいる生活”のススメ』）へも直筆の御礼状を寄せた。（2020/10/5放送）
  - 第37回「2020ユーキャン新語・流行語大賞」に「愛の不時着／第4次韓流ブーム」という言葉がノミネートされた。（2020/11/5[246] ）
  - 韓国ドラマプロダクションStudio Dragon社からドラマ『愛の不時着』リ・ジョンヒョクの日本語版／英語版LINE公式スタンプが発売された。（2020/11/17）[247]
  - 2020年11月22日（日）13:30ー15:23「秋葉原UDXシアター」で「ザ・ネゴシエーション」（'18）が[248]、また同日23:00-28:30、東京池袋の名画座「新文芸坐」に於けるオールナイト番組「ヒョンビン さらに光り輝いて」で、「愛している、愛してない」（'11）、「共助／コンフィデンシャル」（'17）、および「ザ・ネゴシエーション」（'18）が日本の銀幕で再演されることが決定した[249]。
  - 韓国ヘアケアシャンプー『Dr.FORHAIR』の日本初上陸を記念し、2020年11月30日―2020年12月6日に渋谷駅に29メートルに亘る全体広告が、2020年12月7日―2021年1月3日全国の主要なバス停に広告ポスターが、2020年12月7日―2020年12月20日東急線に計1,400枚の窓上ポスターが掲出されることとなった[250][251]。
  - 2020年12月1日、第37回「2020ユーキャン新語・流行語大賞『現代用語の基礎知識選』」で「愛の不時着」がトップテン授賞を果たし、授賞式にはヒョンビンがビデオコメントを寄せた[252][253][254]。
  - 2020年12月9日、幻冬舎よりドラマ『愛の不時着』初の公式写真集として『愛の不時着 写真集』（162p）が発売された[255]。
  - ドラマ「愛の不時着」のオリジナル脚本を書籍化した『愛の不時着 完全版 上』が2020年12月24日に、『愛の不時着 完全版 下』が2021年2月13日に宝島社より発売されることとなった[256]。
  - 2020年12月27日、六本木ヒルズのTOHOシネマズにて「レイトオータム」が復活上映されることとなった[257]。
  - 2021年1月8日（金）より2月27日(金)まで東京渋谷jingで、3月5日(金)より3月28日(日)まで大阪大丸梅田店で、4/21(水)から5/4(火)で大丸福岡天神店で、また6月4日(金)より7月4日(日)(当初予定の5月8日(土)より6月6日(日)を緊急事態宣言に伴い延期)名古屋ナディアパークで「愛の不時着」展が開催されることとなった。（劇中シーンの再現、衣装や小道具、写真や映像の展示やオリジナルグッズの販売を予定）[258]

### 音楽の嗜好
- 「一人でいるときに楽しんで聞く音楽」としてアイルランド歌手ダミアン・ライスの"Amie"および"The Blower's Daughter"、米国歌手ジェイソン・ムラーズの"Bella Luna"を挙げており、これらをストレッチのお供としている。米国歌手ブラック・アイド・ピーズの"Boom Boom Pow"は時間を忘れさせ聴きながら1時間走れたことがある、と語っている。韓国のアーティストでは、イ・スンチョル の"悲しい鹿"などに加え、復活の"Imagine"も挙げている。（2009/11/29 NAVER MUSICインタビューより）

- 英国歌手エリック・クラプトンの特に"Tears in Heaven"が好きだと語っている。（2011/1/27 tvN『現場トークショーTAXI』より）
- 第61回ベルリン国際映画祭への往路に映画『Bourne』シリーズのOSTを聴いた。またベルリンでは米国歌手シャーリーンの"I've Never Been To Me"を聴いていた。（2011/2 ベルリンにて 公式映像集『MY WAY』より）
- 2019年には、近頃聴く音楽として米国バンドイマジン・ドラゴンズの"Thunder"や米国歌手マドンナ (歌手)の"Medellin"を挙げている。（2019/5 香港Viu K1「韓流専題」より）

### 知人の証言
- デビュ―前の彼を知る人は「子供の頃から近所でとても有名で既にファンクラブがあった」、永東高校の同級生は「中学時代からイケメンで、高校の時は松坡区・江南区で彼を知らない人がいなかったほど」「演劇部で活動していたヒョンビンは後輩たちにとって神的な存在だった」と回想している。（2020/4/7 MBC「全知的おせっかい視点」より[259]）
- 事務所VASTエンターテイメントの代表で永東高校の先輩のガン・ゴンテクは、「ヒョンビンと一緒にバスに乗ると、貞信女子高校や永東女子高校でバスを待っていた女子高生たちが”わ～キム・テピョンだ！"と反応した」と注目を浴びていたことを回想した[48]。
- 大学同期で1年生2学期の際ルームメイトだった俳優クォンユルはヒョンビンとは性向がまったく異なり、友人を家に招くのが好きなクォンユルが友達を家に連れていくとヒョンビンは喜んで迎えた後台所でため息をつくなど、物静かな性格だったと明かしている[260]。（2017/6/1 tvN『現場トークショーTAXI』より）

### 趣味など
- 2006年、チャン・ドンゴン とチョン・ウソン が団長を務め、韓流スター大所が多く所属するアマチュア野球団”プレイボーイズ”に入団。投手などで活躍[261][262]。同球団に所属する俳優で高校の演劇部の先輩でもあるオ・マンソク は、球団の中でチャン・ドンゴンとヒョンビンが特に実力があり、俳優ではなく本物のプロの投手のようだ、と評している。（2014/6放送 tvN『現場トークショーTAXI』より ）
- 撮影がないときの時間の過ごし方として「本を読む方だ」と語り、『無所有』（著：僧侶法頂（1932-2010））や『スヌープ』（著：Sam Gosling）について言及している。（2011/2/17 マックスインタビューより）
- スキンケアを欠かさない。マッサージを受け、家でパックもする。冷蔵庫にはパックが大量に保存されている。(2017/1/17 スポーツソウルインタビューより）
- ある時ふと、10年以上この仕事でカメラの前にいるのにカメラのことを良く知らないと思ったことがあり、仕事に役立てるためカメラを始めた。旅行をしながら写真撮影をしている。撮影時にカメラマンとの対話が可能となった。(2017/1/17 スポーツソウルインタビューより）
- ある撮影終了後の休暇に写真を撮りにカメラを持ってヨーロッパへ行ったことが最近最もロマンチックだったことだと語っている。（2019/5 香港Viu K1「韓流専題」より）
- 残りの一生、一つの映画しか見られないとしたら「ゴッドファーザー」を選び、作品中の好きなキャラクターを選ぶならマイケル・コルレオーネだと回答。（2019/4/8 NetflixチャンネルThe Swoonにて）

### 私生活
- 2022年2月10日、所属事務所のInstagramアカウントにて直筆のメッセージを公開し[263]、女優ソン・イェジンとの結婚を発表[264]。同年3月31日に結婚式を挙げた[265]。2人は映画『ザ・ネゴシエーション』、ドラマ『愛の不時着』で共演し、2021年1月に交際が報じられると双方の事務所が事実である事を認め、交際を続けていた[266][267]。
- 2022年6月27日、妻の女優ソン・イェジンがInstagramで妊娠を報告[268]。11月27日に第一子となる男児が誕生した[269]。

## ファンミーティング
- 有料ファンクラブ会員向けに、不定期でファン・ミーティングを開催している。各開催分について、公式にDVD発売されているものもある。

| 年   | 日時            | 開催地       | 開催地       | タイトル                                                           | 会場                                         | 披露曲 | 参加者         | 備考 |
| ---- | --------------- | ------------ | ------------ | ------------------------------------------------------------------ | -------------------------------------------- | --- | -------------- | --- |
| 2007 | 10月20日        | 日本         | 東京         | 'HYUN-BIN Birthday & Fanclub Open Event'                           | 東京国際フォーラム                           | - "First snow's love（첫눈애）" （ドラマ『雪の女王』OSTより） - "Wonderful Tonight" - "初めて会ったときのように （처음의 모습으로）" - Blue Day（原曲：浜田省吾『もうひとつの土曜日』）                                             | 10,000         | 1日2回公演 |
| 2008 | 9月27日 17-19時 | 大韓民国     | ソウル       | '2008 현빈 Fan meeting & Birthday party-THE Present... HYUNBIN'    | オリニ大公園内アートホール                   | - "L-O-V-E" （原曲：Nat King Cole） - "カタツムリ（달팽이）" （原曲：패닉(Panic)） - "3つの願い（세 가지 소원）" （原曲：イ・スンファン）                                                                                           | 2,000          | 祝賀映像 ・チャン・ドンゴン ・ソン・ヘギョ ・シン・ミナ ・チョン・リョウォン サプライズ出演 ・コン・ヒョンジン ・チャン・ドンゴン ・キム・ドンワン |
| 2009 | 9月25日         | 日本         | 横浜         | 28回目バースデーパーティー 兼 ファンミーティング                   | パシフィコ横浜                               | - "가질 수 없는 너 (僕のものにならない君)" （ドラマ『チングー愛と友情の絆ー』OST） - "지금이순간 （This is the moment）" （外部映画『ジキルとハイド』より）                                                                         | 5,000          | 予告編CM（Mnet） ピアノ披露 ・"No Regrets" （Steve Barakatt） ・"Misty" （Erroll Louis Garner）                                                    |
| 2010 | 4月29日         | 日本         | 横浜         | '2010 HYUN-BIN 'Do the motion - Aloha, My barista!''               | 横浜アリーナ                                 | "Dream In My Heart"等 | 7,000          | 予告編CM（Mnet） |
| 2010 | 9月25日         | 大韓民国     | ソウル       | '2010 HYUN-BIN Fanmeeting & Birthday Party in Seoul'               | 三成洞COEX                                   | - "You Raise Me Up" （原曲：シークレット・ガーデン（諾）） - "The Blower's Daughter" （原曲：Damien Rice） - "다행이다（It's so Fortunate）"（原曲：李笛）                                                                          | 1,800          | |
| 2011 |                 |              |              |                                                                    |                                              | |                | |
| 2012 |                 |              |              |                                                                    |                                              | |                | |
| 2013 | 3月9日          | 台湾         | 台北         | 'Hyun Bin the 1st Asia Fanmeeting tour' 《아시아 팬미팅 투어》     | 国立台湾大学体育館                           | - "그 남자"（その男） （ドラマ『シークレット・ガーデン』OST） - "가질 수 없는 너" (僕のものにならない君) （ドラマ『チングー愛と友情の絆ー』OST） - "Marry You" （原曲：ブルーノ・マーズ）                                           | 3,000          | |
| 2013 | 4月11日         | タイ         | バンコク     | 'Hyun Bin the 1st Asia Fanmeeting tour' 《아시아 팬미팅 투어》     | バンコクサイアムパラゴン5階 ロイヤルパラゴン | - "그 남자"（その男） （ドラマ『シークレット・ガーデン』OST） - "가질 수 없는 너" (僕のものにならない君) （ドラマ『チングー愛と友情の絆ー』OST） - "Marry You" （原曲：ブルーノ・マーズ）                                           | 3,000          | |
| 2013 | 4月20日         | 香港         | 香港         | 'Hyun Bin the 1st Asia Fanmeeting tour' 《아시아 팬미팅 투어》     | KITEC Star Hall                              | - "그 남자"（その男） （ドラマ『シークレット・ガーデン』OST） - "가질 수 없는 너" (僕のものにならない君) （ドラマ『チングー愛と友情の絆ー』OST） - "Marry You" （原曲：ブルーノ・マーズ）                                           | 3,000          | |
| 2013 | 4月27日         | シンガポール | シンガポール | 'Hyun Bin the 1st Asia Fanmeeting tour' 《아시아 팬미팅 투어》     | マックスパビリオン                           | - "그 남자"（その男） （ドラマ『シークレット・ガーデン』OST） - "가질 수 없는 너" (僕のものにならない君) （ドラマ『チングー愛と友情の絆ー』OST） - "Marry You" （原曲：ブルーノ・マーズ）                                           | 3,000          | |
| 2013 | 5月1日          | 中国         | 上海         | 'Hyun Bin the 1st Asia Fanmeeting tour' 《아시아 팬미팅 투어》     | 上海大舞台                                   | "가질 수 없는 너" (僕のものにならない君) （ドラマ『チングー愛と友情の絆ー』OST） | 3,000          | |
| 2013 | 5月4日          | 中国         | 広州         | 'Hyun Bin the 1st Asia Fanmeeting tour' 《아시아 팬미팅 투어》     | 広州国際体育演芸センター                     | "가질 수 없는 너" (僕のものにならない君) （ドラマ『チングー愛と友情の絆ー』OST） | 3,000          | |
| 2013 | 9月14日         | 大韓民国     | ソウル       | '2013 HYUN-BIN BIRTHDAY PARTY IN SEOUL'                            | ソウル世宗大海洋ホール                       | - "그 남자"（その男） （ドラマ『シークレット・ガーデン』OST） - "昔の愛（옛사랑）" （原曲：イ・ムンセ） - "Marry You" （原曲：ブルーノ・マーズ）                                                                                    | 2,000          | 公式映像 予告編CM（Mnet） 祝賀映像 ・チャン・ドンゴン ・チュ・ジンモ ・ハン・ジェソク ・キム・スンウ ・シン・ミナ ・ハ・ジウォン                   |
| 2014 | 2月15日         | 日本         | 横浜         | 'HYUN-BIN Japan Premium Event 2014 ～再会～'                       | パシフィコ横浜国立大ホール                   | - "그 남자"（その男） （ドラマ『シークレット・ガーデン』OST） - "가질 수 없는 너" (僕のものにならない君) （ドラマ『チングー愛と友情の絆ー』OST） - "Marry You" （原曲：ブルーノ・マーズ） - "昔の愛（옛사랑）" （原曲：イ・ムンセ） | 5,000          | 公式予告編（Mnet） （00:40～） |
| 2015 | 12月12日        | 大韓民国     | ソウル       | '2015 HIS'TORY'                                                    | 祥明学校アートセンター ギェダンホール        | |                | |
| 2016 |                 |              |              |                                                                    |                                              | |                | |
| 2017 | 4月22日         | 日本         | 大阪         | '2017 HYUN-BIN Dear My Space ～The Space Japan 10th Anniversary～' | グランキューブ大阪メインホール               | - "感謝（감사）" （原曲：キム・ドンリュル） - "The Concert" （原曲：キム・ドンリュル） | 最大収容 2,754 | 公式予告編（衛星放送） |
| 2018 |                 |              |              |                                                                    |                                              | |                | |
| 2019 | 4月13日         | 大韓民国     | ソウル       | 'LOG INTO THE SPACE -2019 HYUN BIN FAN MEETING TOUR-'              | ソウル世宗大海洋ホール                       | - "Is You" （ドラマ『アルハンブラ宮殿の思い出』OST） - "Shallow" （外部映画『A Star is Born』OST） |                | |
| 2019 | 4月20日         | 台湾         | 台北         | 'LOG INTO THE SPACE -2019 HYUN BIN FAN MEETING TOUR-'              | 国立台湾大学体育館                           | - "Is You" （ドラマ『アルハンブラ宮殿の思い出』OST） - "Shallow" （外部映画『A Star is Born』OST） |                | |
| 2019 | 5月11日         | 香港         | 香港         | 'LOG INTO THE SPACE -2019 HYUN BIN FAN MEETING TOUR-'              | KITEC STAR HALL                              | - "Is You" （ドラマ『アルハンブラ宮殿の思い出』OST） - "Shallow" （外部映画『A Star is Born』OST） ※ファンの要望に応えたアカペラ披露 - "그 남자"（その男） （ドラマ『シークレット・ガーデン』OST）                                  |                | |
| 2020 |                 |              |              |                                                                    |                                              | |                | |